# Pou de Moisès
El Pou de Moisès és el vestigi d'un Calvari situat al bell mig d'un pou antigament situat al centre del gran claustre de la Cartoixa de Champmol. Actualment està al parc del centre hospitalari especialitzat de Dijon, al Comtat de Borgonya.
Va ser un encàrrec de Felip II de Borgonya i és obra de l'escultor neerlandès Claus Sluter i del seu nebot Claus de Werve, amb la participació del pintor Jean Malouel per a la policromia. Segons els relats dels ducs de Borgonya, es va esculpir i pintar entre el 1396 i el 1405. Destrossat a la seva part superior durant el segle xviii, només en queda la part inferior, formada per una pila hexagonal superada per sis escultures dels profetes de l'Antic Testament i es conserven alguns fragments de les estàtues que estaven situades al voltant de la creu al Museu Arqueològic de Dijon. Aquest Calvari, que mostra el vincle tipològic entre l'Antic i el Nou Testament, és també una obra marcada per molts símbols dels cartoixans. Així mateix, nombrosos elements converteixen el monument en una obra de propaganda a favor del duc de Borgonya.
El Pou de Moisès mai ha deixat de marcar els seus visitants pel seu realisme i per la magnificència de les seves decoracions. És considerat una obra mestra de l'escultura gòtica internacional i un precursor de l'art renaixentista. Ha estat objecte de diverses rèpliques i ha inspirat molts artistes, tant antics com contemporanis.

## Història

### Un encàrrec ducal
El 1378 Philippe le Hardi, duc de Borgonya i fill del rei de França Jean le Bon, va adquirir el domini de Champmol, a les portes de la ciutat de Dijon. Amb una carta del 15 de març de 1385, hi fundava un monestir de cartoixans, on va demanar ser enterrat, segons recull el seu testament de 1386. El duc va comprometre sumes considerables per a la construcció i l'embelliment del monestir. Com qualsevol cartoixa, té un petit claustre destinat a espais habitables comuns i un gran claustre envoltat per les cel·les dels monjos. Al centre d'aquest gran claustre, que té 100 metres de longitud, hi ha tradicionalment un pou i un Calvari o una gran creu. Per a construir aquests dos monuments, que a Campmol estan units en un de sol, el duc va recórrer al seu taller d'escultura, dirigit des del 1389 per Claus Sluter, natural de Haarlem als actuals Països Baixos, que va romandre al capdavant d'aquest taller fins a la seva mort el 1406, quan el seu nebot Claus de Werve se'n va fer càrrec. Sluter també havia fet, alguns anys abans (1389-1393), les escultures del portal de la capella de la cartoixa, així com la tomba del duc, entre el 1381 i el 1410. Jean Malouel, que va rebre l'encàrrec de la policromia del pou era, per la seva banda, pintor oficial del duc a Dijon.

### Desenvolupament dels treballs
S'han conservat gairebé tots els arxius dels comptes de la cartoixa de Champmol, motiu pel qual la història del Calvari es pot reconstruir d'una manera força precisa. D'aquests es desprèn que el procés de construcció es va dividir en quatre fases per tal de poder instal·lar amb comoditat les figures, de dalt cap a baix. Així, primer es van fer la creu i les figures vinculades a ella (Crist i Maria Magdalena); després els àngels ploraners; a continuació els primers tres profetes (David, Moisès i Jeremies); i finalment els profetes restants (Daniel, Zacaries i Isaïes).
La fabricació va començar el 1396 per la part superior, que es va completar el 1399. Els vuit primers blocs de pedra, procedents del planter d'Asnières, es van lliurar a l'octubre i a partir de novembre Sluter va encarregar una barra metàl·lica per tal de reforçar l'estructura dels braços de la creu. Els maçons van tallar i instal·lar el pedestal al llarg de l'any 1398. A finals de 1396 s'havien pagat tres picapedrers per ajudar a la talla de la creu fins al 1398. Un escultor o imatger anomenat Hennequin o Jean Prindale (Jan van Prindale) va col·laborar en l'elaboració de les escultures de Crist i Maria Magdalena. Les noves pedres d'Asnières per als fonaments de la creu es van lliurar a principis del 1398 i al 1399. Tots els blocs es van instal·lar i segellar durant l'estiu de 1399 i la figura de Crist es va col·locar el juliol d'aquest mateix any.
Fet això, es va començar l'escultura dels profetes i el seu suport. Entre el juliol de 1399 i el març del 1400, Claus de Werve, el nebot de Sluter contractat al taller del seu oncle des del 1396, va estar ocupat en la talla dels àngels del pou de Moisès, a més de diverses imatges de pedra. Aquests àngels es van instal·lar al seu lloc el juny de 1401. El 8 de març del mateix any s'havien lliurat sis blocs de pedra d'Asnières a la casa de Sluter a Dijon, per tal de fer una imatge per a la pila i la terrassa de la creu. Segons altres mencions, en aquest moment es va iniciar l'escultura de tres profetes, així com probablement de les altres decoracions del pou actual. A partir de març de 1401 un altre escultor, Rogier de Westerhen, va ajudar a Sluter en la seva tasca. Els tres profetes, Moisès, David i Jeremies, es van completar el 1402 i es van instal·lar al Calvari abans del juliol d'aquest mateix any. Jean Malouel va començar a pintar-lo el novembre de 1402 i es va construir una estructura de fusta al voltant de l'escultura per protegir-la del clima. Els comptes mostren la varietat de pigments i de fulles d'or comprats aquell mateix any. També el 1402, l'orfebre Hennequin de Hacht (Jan de Hacht) va proporcionar una diadema de coure (és a dir, una aurèola) per adornar l'esculura de Maria Magdalena i unes ulleres per a la del profeta Jeremies.
El novembre de 1403 es van lliurar al taller de Sluter altres tres blocs de pedra per als profetes Zacaries, Isaïes i Daniel. L'escultor va estar malalt des de finals del 1390 i va deixar la seva casa el 1404 per ingressar a un convent. Aquestes escultures es van completar i segellar al seu lloc a principis de 1405, segons el que indica l'inventari del seu taller que es va fer després de la seva mort el 1406.

### La conservació de l'obra

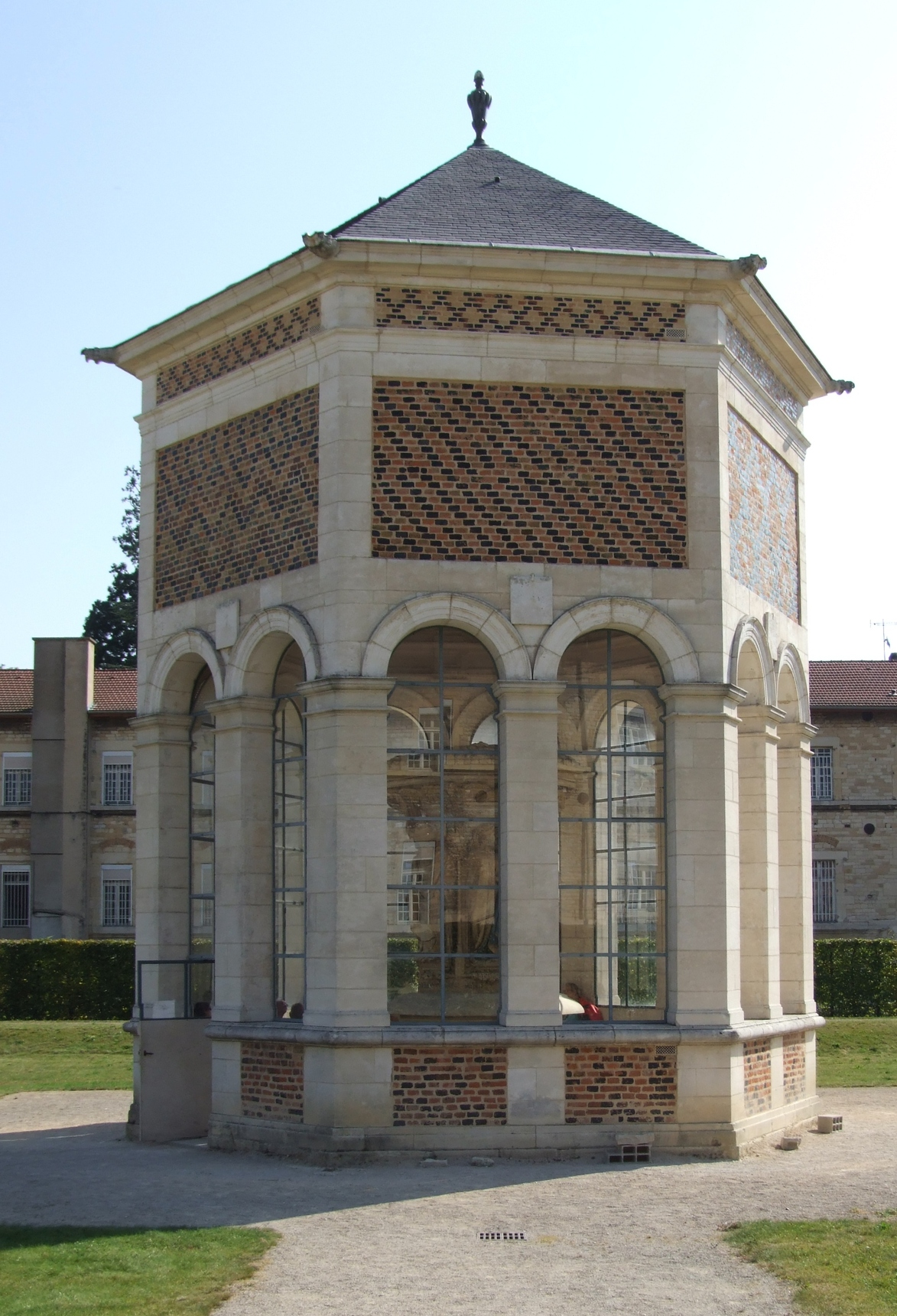
Vista de l'edicle actual que protegeix el conjunt escultòric.

Des del 1407 el conjunt es va protegir amb una estructura de fusta i lona encerada. El 1411 es va fer una construcció de fusta recolzada per columnes per preservar l'edifici de manera més permanent. Per la seva forma, l'edicle actual que l'acull data del segle xvii, fet que es confirma per la presència d'un rellotge de sol que es va col·locar el 1638 i a la representació de l'edifici en un dibuix de 1686. A finals del segle xviii, després de 1736 i abans de 1789, la coberta de l'estructura que aixoplugava les escultures es va ensorrar i va destruir el conjunt. Durant la Revolució Francesa la Cartoixa es va vendre com a propietat nacional. Anteriorment el conjunt es coneixia simplement com a "creu" o "gran calvari" però després de la desaparició de la part superior es va anomenar "pou dels profetes" i més endavant finalment "pou de Moisès", nom que apareix per la primera vegada en notes de l'erudit de Dijon Louis-Bénigne Baudot. La propietat va ser comprada per Emmanuel Crétet, qui va arreglar el local per convertir-lo en la seva residència. Va destruir la capella però va mantenir el pou al mig dels seus jardins. El lloc finalment es va abandonar i el va comprar el departament de Côte-d'Or el 1833. Entre el 1839 i el 1844 al voltant del pou es van construir els edificis d'un asil per a malalts mentals. El pou i el portal de la capella es van classificar a la primera llista de monuments històrics de 1840 com a edificis i dos anys després l'escultor François Jouffroy els va restaurar. L'any 1852 l'arquitecte de l'asil, Pierre-Paul Petit, va reconstruir l'edifici d'entrada amb les mateixes dimensions que l'antic.
El 1990 es va fer un informe complet sobre l'estat de conservació del conjunt escultòric, que en general va posar de manifest la seva bona condició. Tot i això, se'n va recomanar la neteja perquè presentava un aspecte groguenc i brut, resultant de la contaminació de l'aire dels voltants. Després d'una primera prova el 1999 per determinar què s'havia de retirar i què calia conservar a la superfície de les escultures, la neteja completa es va fer entre 2001 i 2003. Aquesta restauració no només va revelar que el pou de Moisès no havia estat objecte de cap pintura addicional a la de Malouel 600 anys abans, sinó que també va fer evident la riquesa i la diversitat dels colors emprats, que fins aquell moment semblaven desapareguts. Aquesta redescoberta va despertar un interès renovat per l'antic Calvari entre els historiadors de l'art. Tancat el 1995 després d'actes vandàlics, el pou es va reobrir als visitants el 2004, amb motiu de l'exposició L'art à la cour de Bourgogne, le mécénat de Philippe le Hardi et de Jean sans Peur (1364-1419) al Museu de Belles Arts de Dijon. L'edicle es pot visitar tot l'any, en horari regular, des del 2010.

## Descripció

### El pedestal

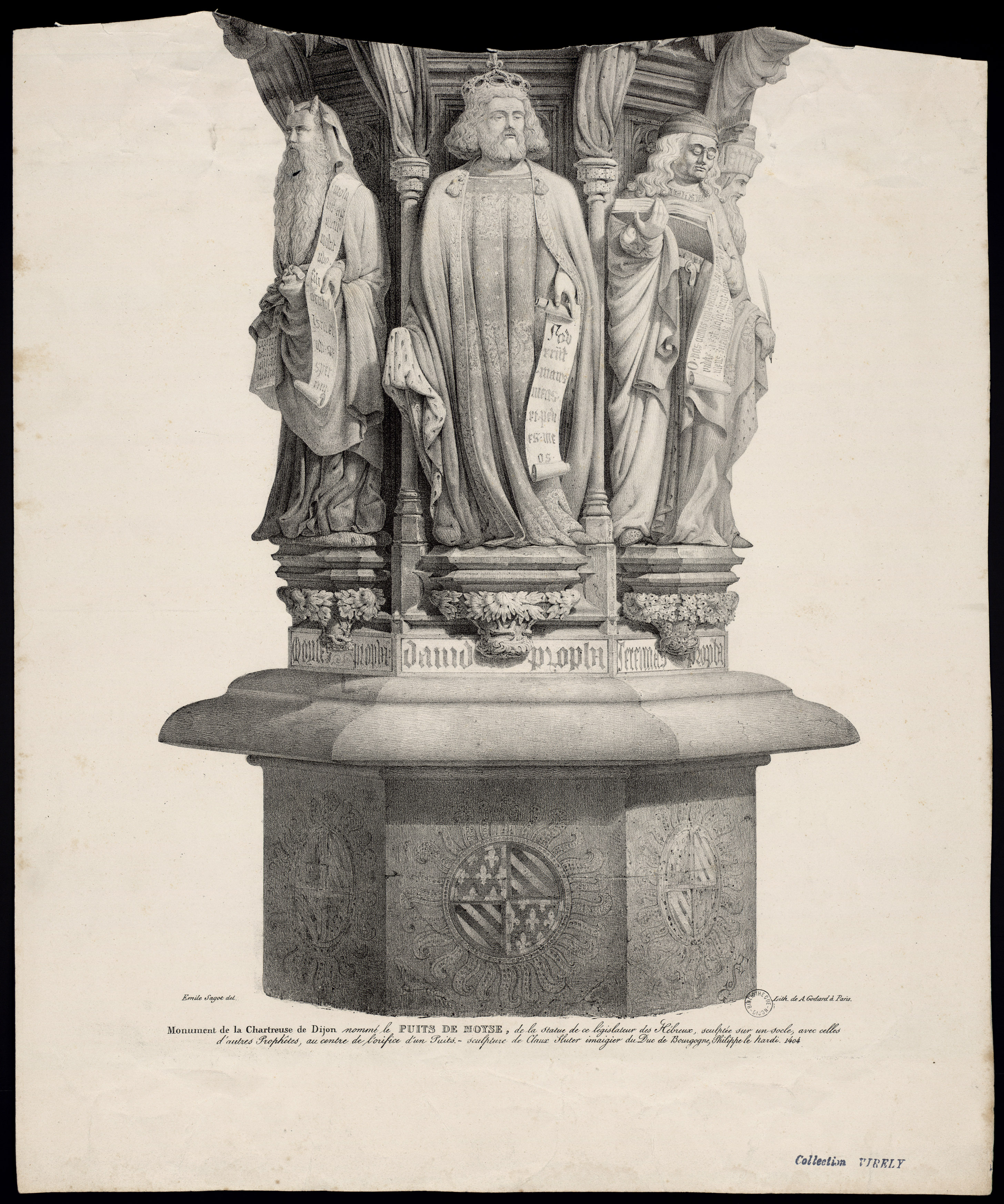
Litografia, segons un dibuix datat de 1840, amb un detall de la decoració de la pila del pou amb les armes del duc de Borgonya.

El Pou de Moisès està format pel pedestal del Calvari que avui ha desaparegut. Està erigit damunt d'una pila hexagonal que porta el monument actual fins a una alçada d'uns 7 metres. La pila està situada en una bassa d'aigua de 4 metres de profunditat, alimentada directament pel nivell freàtic. A cada costat d'aquesta pila hi havia les armes del patrocinador Felip II de Borgonya pintades dins d'un sol radiant. Encara queden rastres d'aquestes pintures a les cares dels profetes Jeremies i Zacaries.
La part superior del pedestal en la qual descansen els profetes, situada a 1,5 metres del terra, està separada de la pila per un sortint i és sobrepassada per una cornisa coberta amb un roquer que representa el Gòlgota. Aquesta part té un total de disset blocs de pedra que formen vuit capes horitzontals enclavades una dins de l'altra. La columna de la creu es va fixar al seu pedestal amb una gran vara de ferro que creuava el pou fins a la base del monument i es va segellar amb plom.

### Els profetes
La part superior està decorada amb sis figures de profetes de l'Antic Testament. Cadascuna d'elles està col·locada en una fornícula poc profunda decorada amb una traceria trilobada. Les escultures estan separades entre si per una columneta amb un capitell embellit amb fullatge sobre la qual descansa un àngel. Aquests sis àngels són els responsables d'assegurar la transició entre els profetes i el Calvari i d'ajudar l'espectador, a qui es dirigeixen, a aprehendre la Passió de Crist. Cada escultura d'un profeta, de cos rodó i mesurant aproximadament 2 metres d'alçada, està col·locada al damunt d'una consola també decorada amb fulles diferents i acompanyada d'una inscripció que fa referència al nom del personatge. Tots els profetes porten un filacteri que conté un extracte dels seus escrits en lletres gòtiques anunciant la Passió de Crist.

#### Moisès
El profeta es representa amb dues banyes al front i una llarga barba que baixa cap al pit. sosté les taules de la Llei amb la mà dreta i amb l'esquerra el text següent: Immolabit agnum multitudo filiorum Israhel ad vesperam (Al vespre, la multitud dels fills d'Israel sacrificarà el Xai) (Èxode, XII, 6). Porta una túnica vermella lligada amb un cinturó amb sivella i una capa d'or folrada d'atzur.

Detalls de les figures de Moisès i David
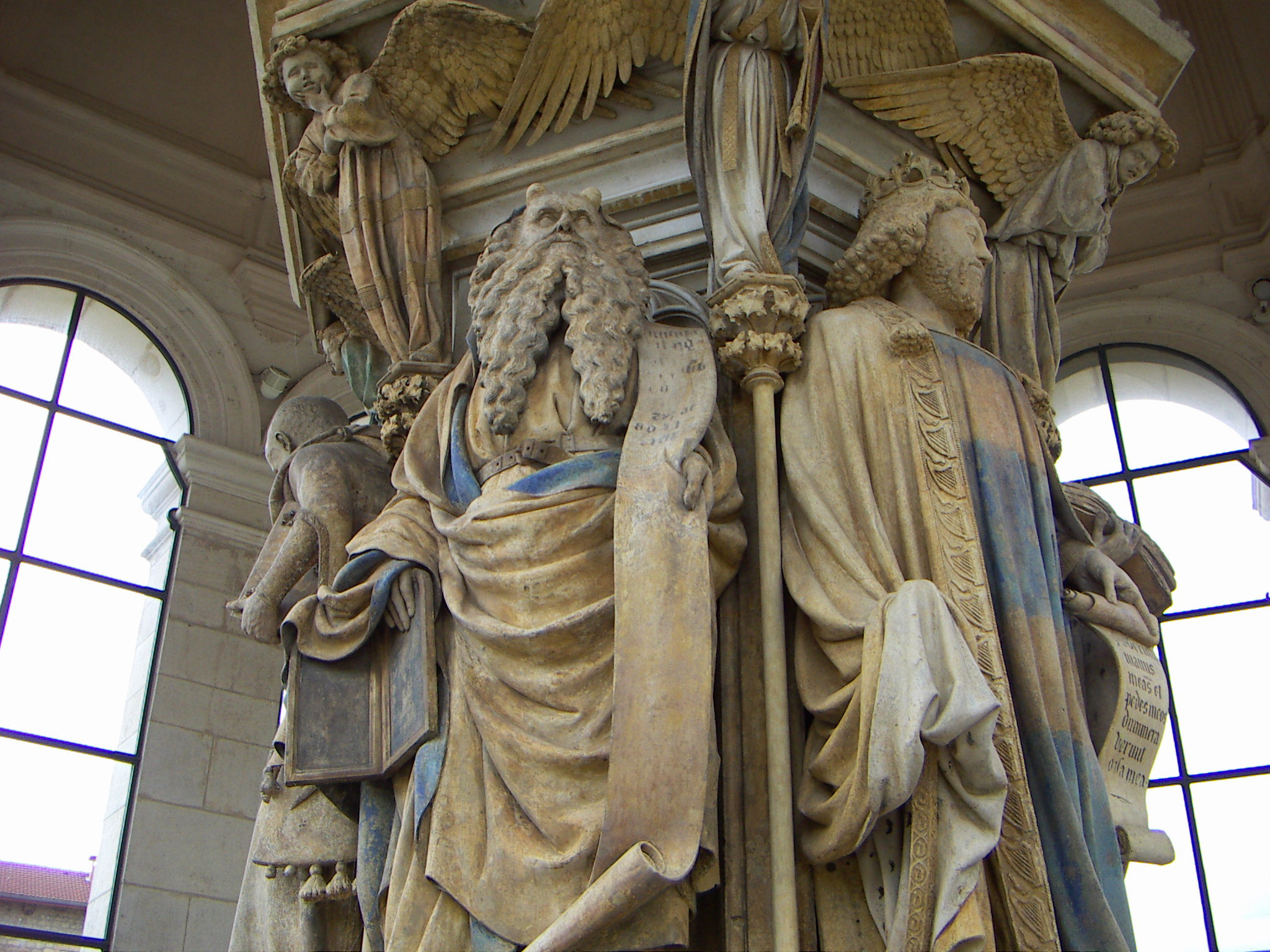
Detall de les figures de Moisès al centre i David a la dreta
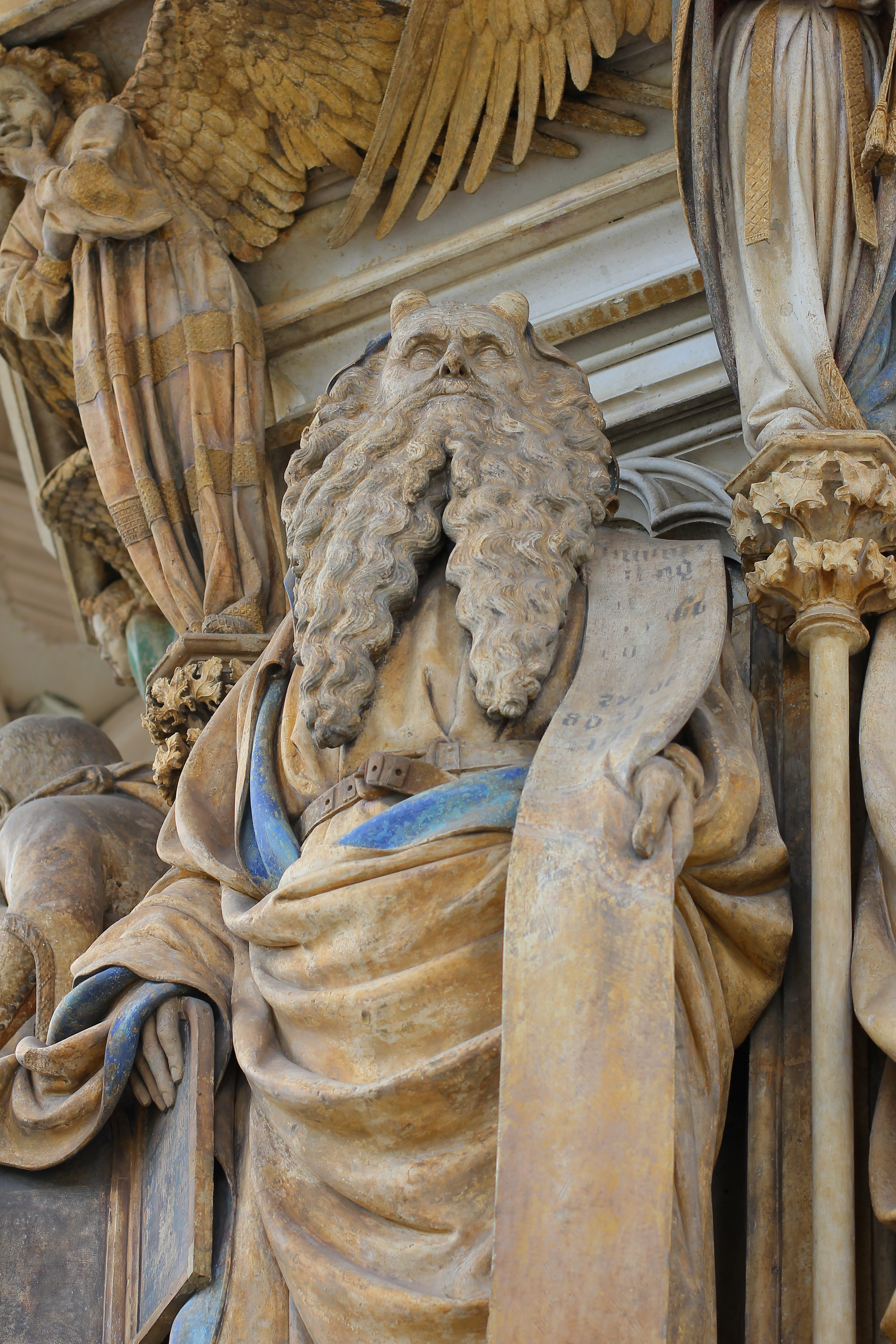
Escultura de Moisès
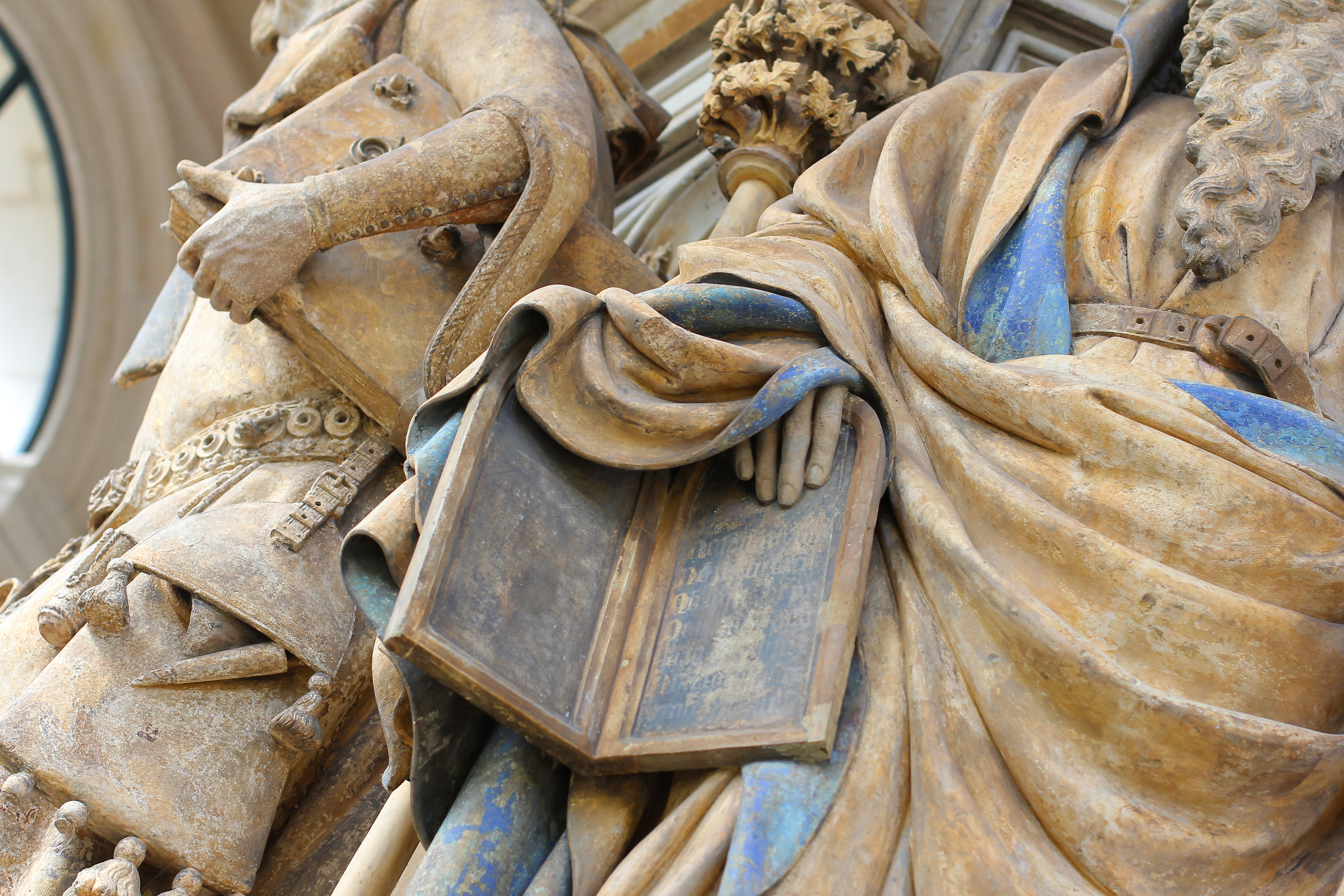
Detall de les Taules de la Llei que sosté Moisès
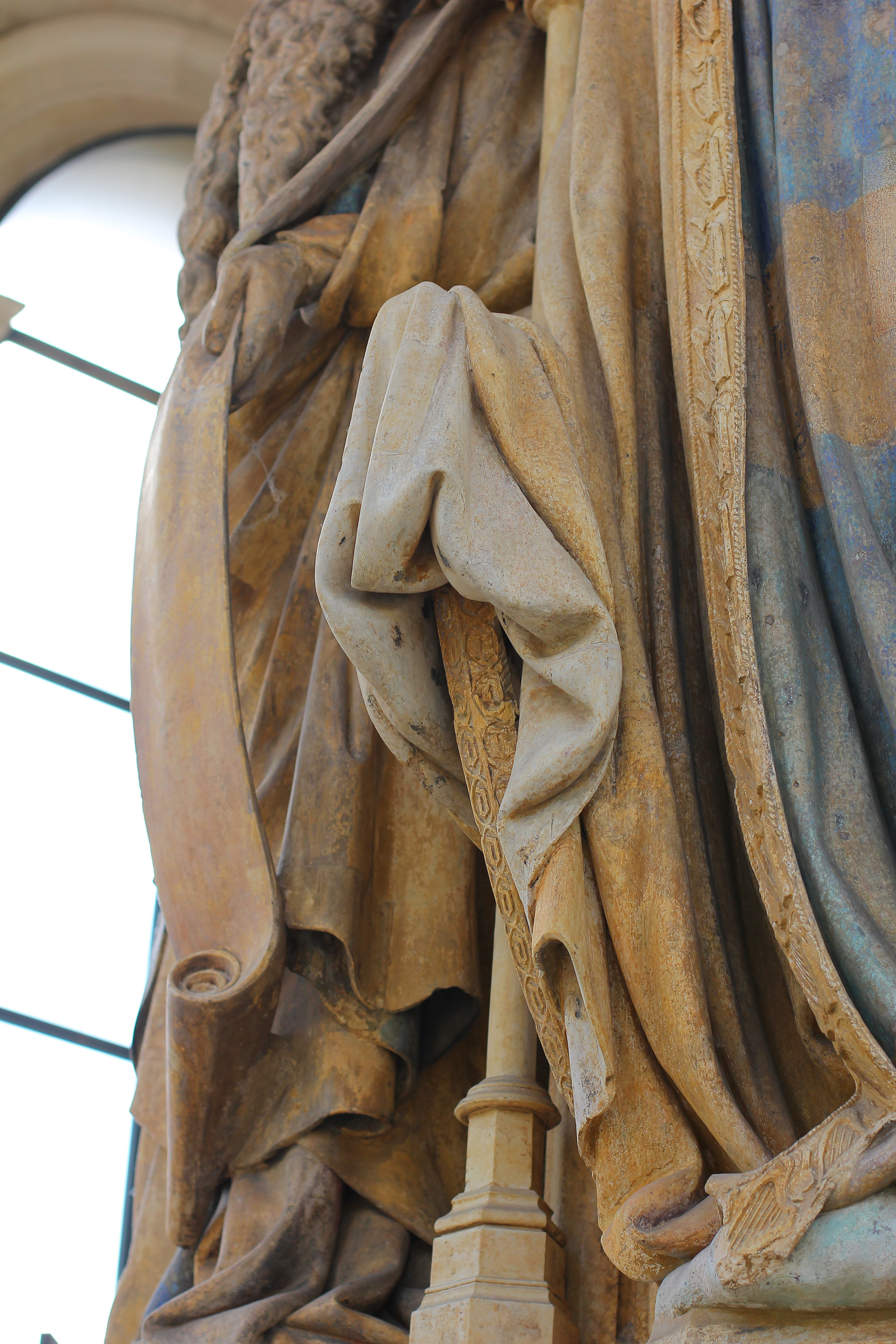
Detall de l'abric de David, recobrint la seva arpa.

#### David
El rei, que portava una corona de flor de lis, té a la seva mà dreta una arpa, en bona part coberta pel seu abric, i al rotlle de la mà esquerra s'hi llegeix el salm: Foderunt manus misura i pedes meos, numerarunt ossa (M'han perforat les mans i els peus, vet aquí, enumero els ossos) (Salm 22, 17). L'escultura està decorada amb una capa de tela d'or folrada d'ermini i una túnica blava amb bandes llargues. El blau de la capa està ple de raigs de sol: és el símbol del rei Carles VI i de Felip el Negre. Això fa possible recordar la proximitat entre el duc i els reis de França, del qual era fill, germà i oncle, així com regent.

#### Jeremies
Jeremies porta a les seves mans un llibre del qual cau un filacteri amb les paraules següents: O vos omnes qui transitis per viam, attendite et videte si est dolor sicut dolor meus (Tots els que passeu, mireu i veieu si hi ha algun patiment com el meu) (Lamentacions, I, 12). L'escultura portava unes ulleres i una capa d'or folrada de verd i una túnica morada. És l'únic profeta que porta aquests colors i no blau com els altres: el morat és un color de caritat i penitència, així com també molt proper al vellut carmesí que duia sovint el duc Philippe le Hardi a la roba.

Segons la historiadora d'art anglesa Susie Nash, aquest profeta només podia assumir les característiques del mateix duc Felip II de Borgonya, el patrocinador de l'obra. Assenyala una semblança entre la cara de Jeremies i la de l'escultura del duc del portal de la capella de la Cartoixa, també esculpida per Claus Sluter, però també amb altres retrats coneguts del personatge. Igualment, posa de manifest que, com el duc, l'escultura de Jeremies està representada sense cabell, cosa poc habitual en les representacions medievals d'un profeta de l'Antic Testament. Finalment, exposa que el duc també portava ulleres, igual que l'estàtua originalment. A més, aquesta representació es pot explicar pel fet que Jeremies es considerava el profeta més important per als cartoixans, amb qui s'identificaven amb freqüència. Així, el Philippe le Hardi de pedra va aconseguir el que no havia pogut fer en vida: retirar-se com a cartoixà al convent que havia fundat.

Comparació entre el profeta Jeremies i els retrats del duc
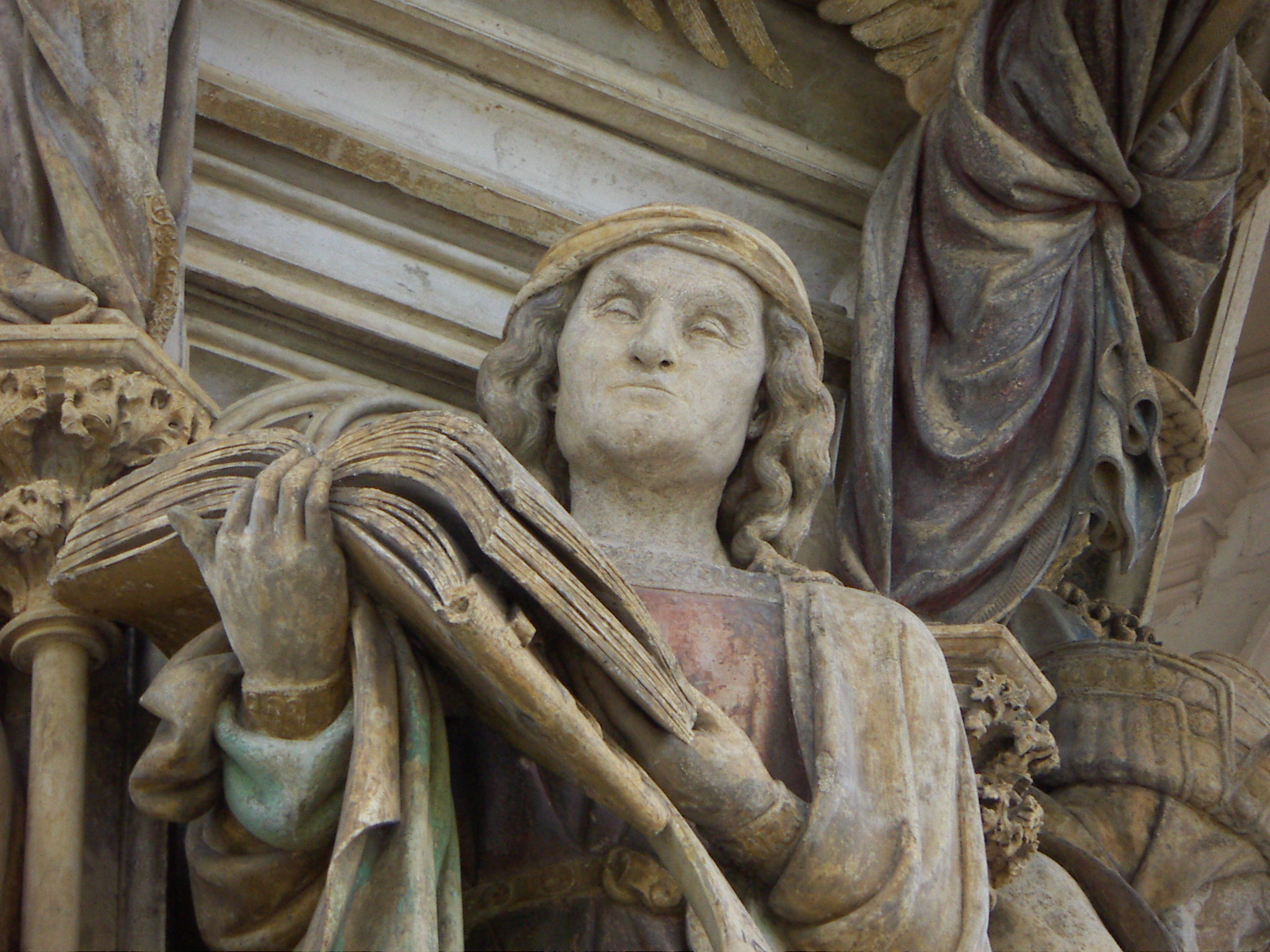
Detall del rostre del profeta Jeremies.
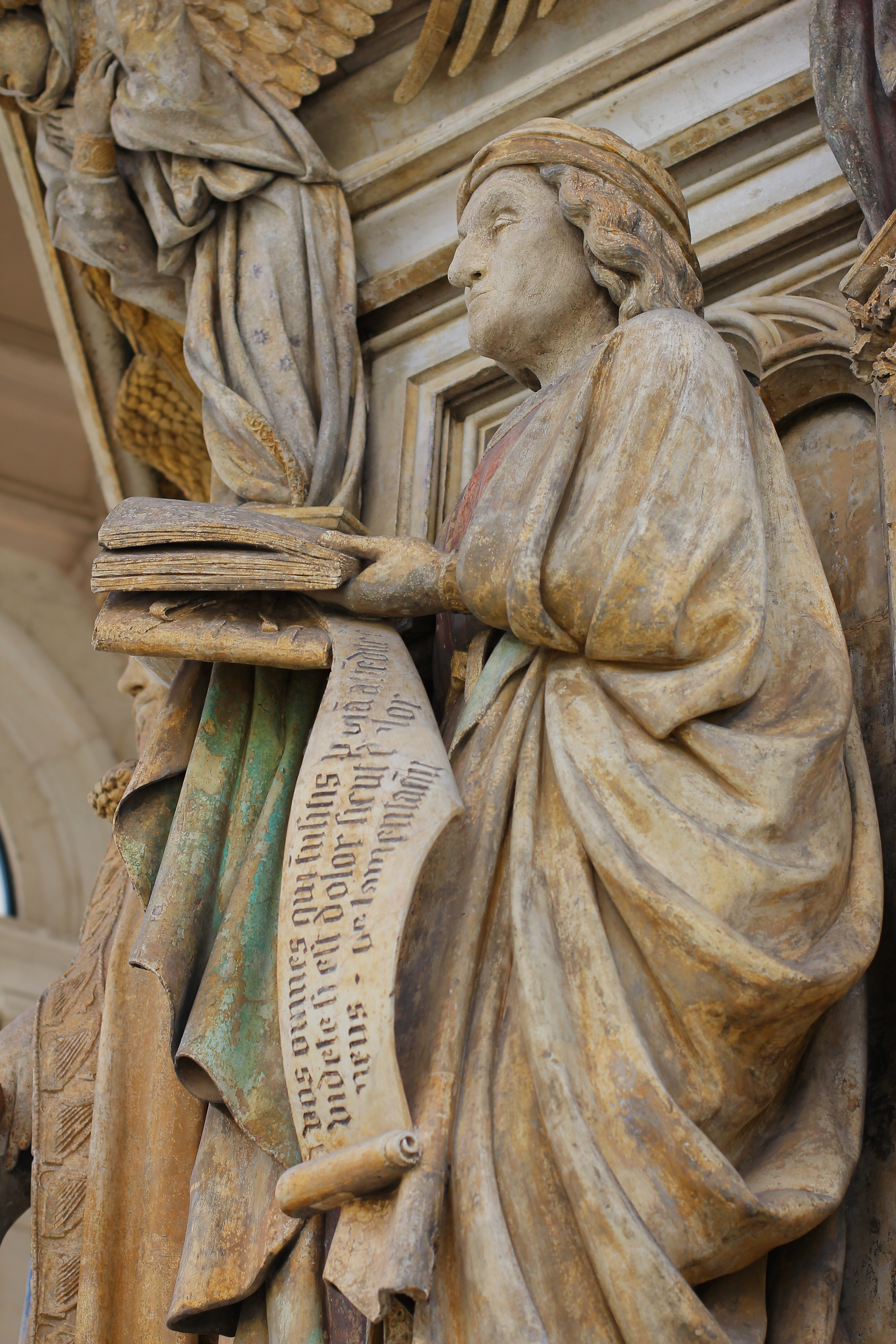
Vista de l'escultura de perfil.
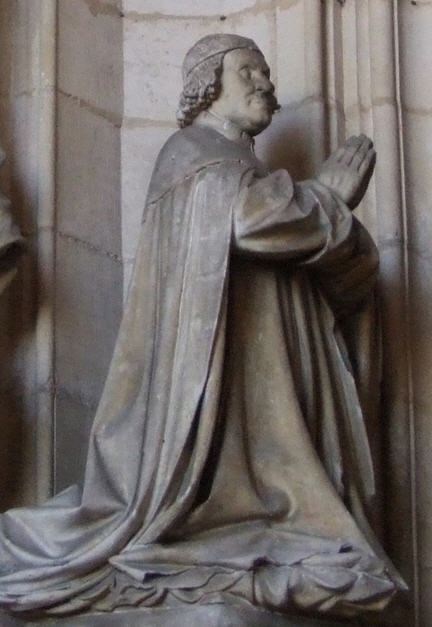
L'escultura del duc sobre el portal de la capella de la cartoixa, per Claus Sluter.
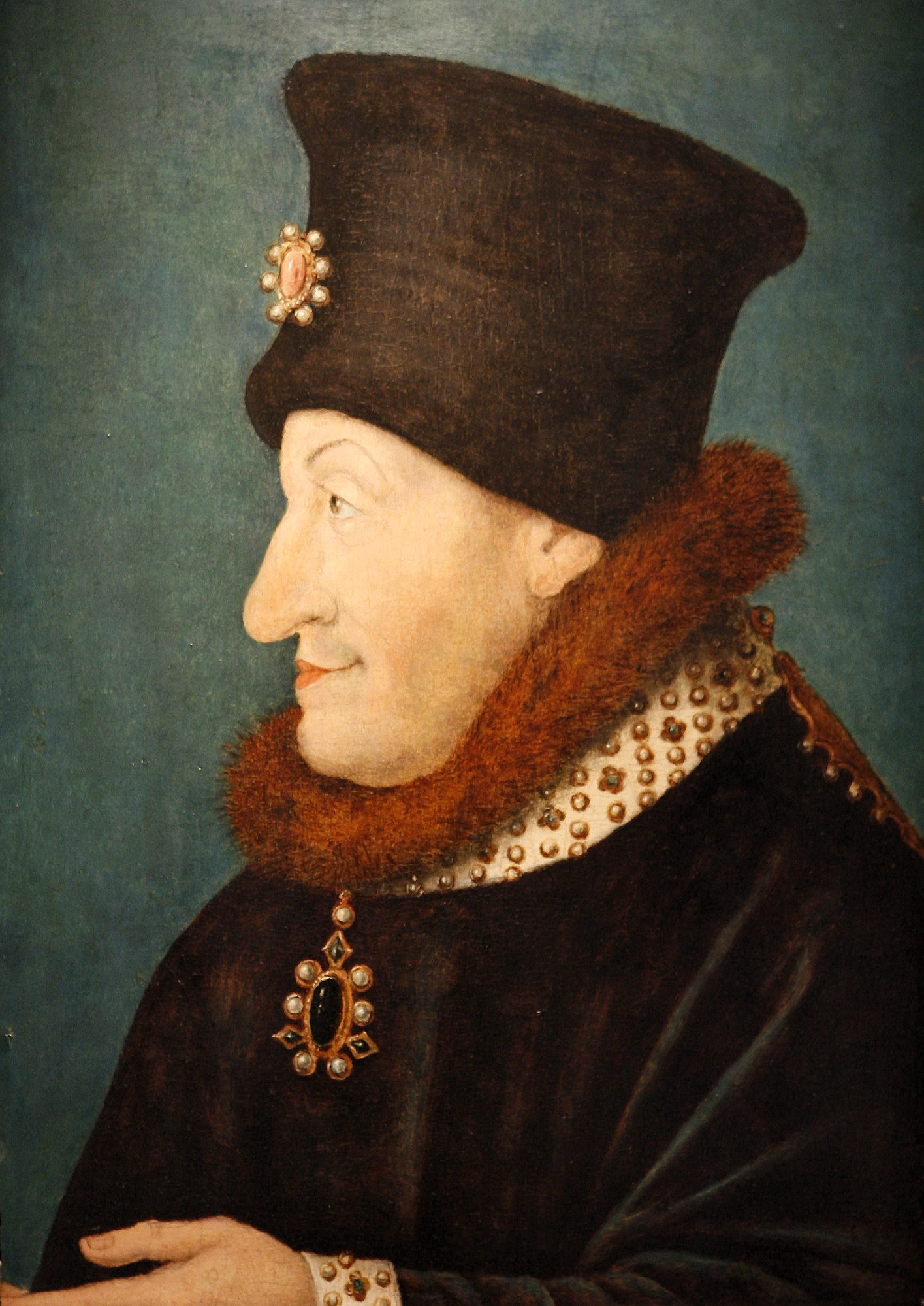
Retrat del duc datat del segle XVI a partir d'una taula del segle

#### Zacaries
El profeta obre els braços sostenint en una mà una ploma i a l'altra un tinter i el seu filacteri, sobre el qual s'hi llegeix: Appenderunt mercedem meam triginta argenteos (Em van pagar trenta monedes de plata) (Zacarías XI, 12). Porta un barret que li baixa als ulls, una túnica vermella i un abric blau, brodat amb grans fulles d'or.

Vistes de l'escultura de Zacaries
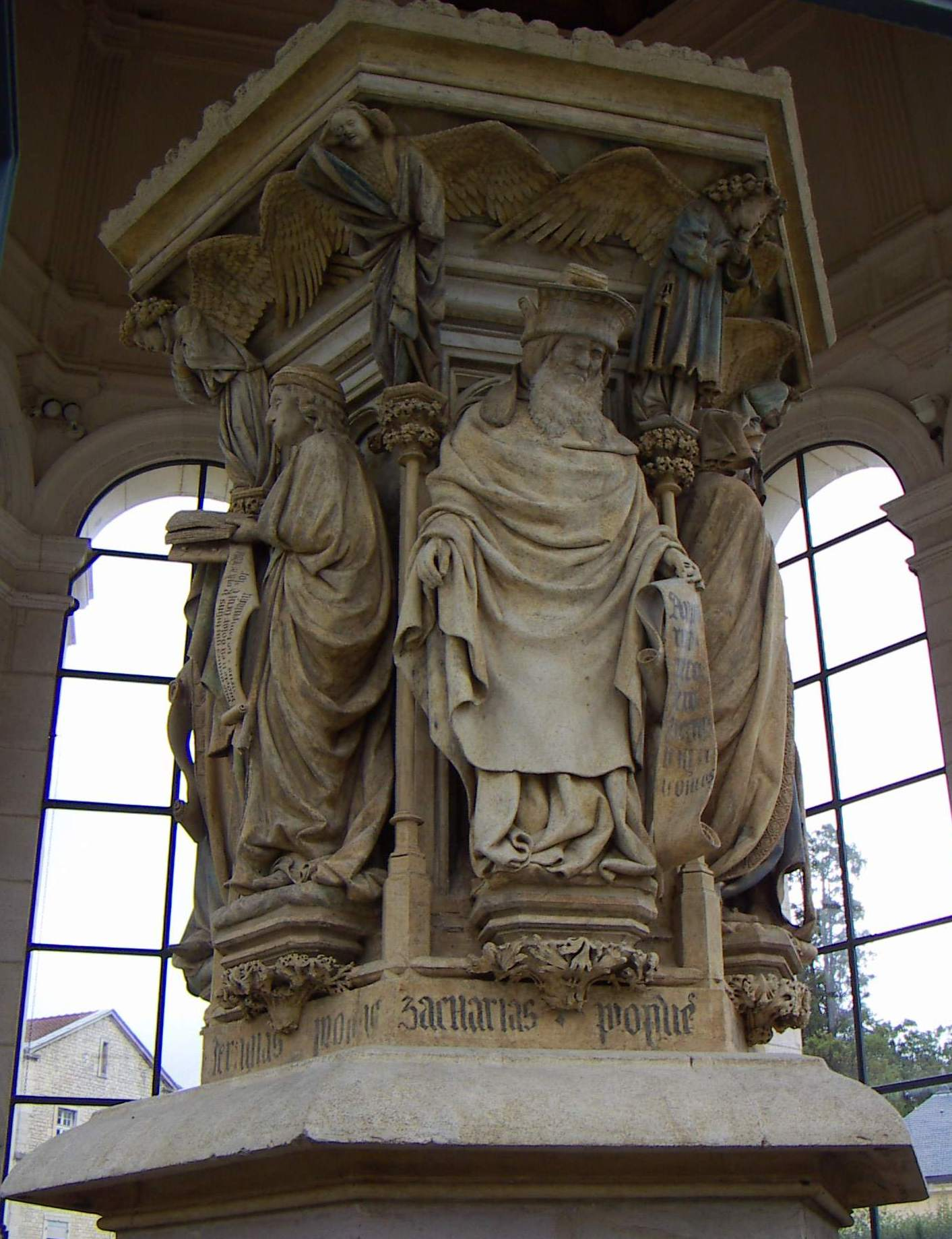
Vista general de l'escultura
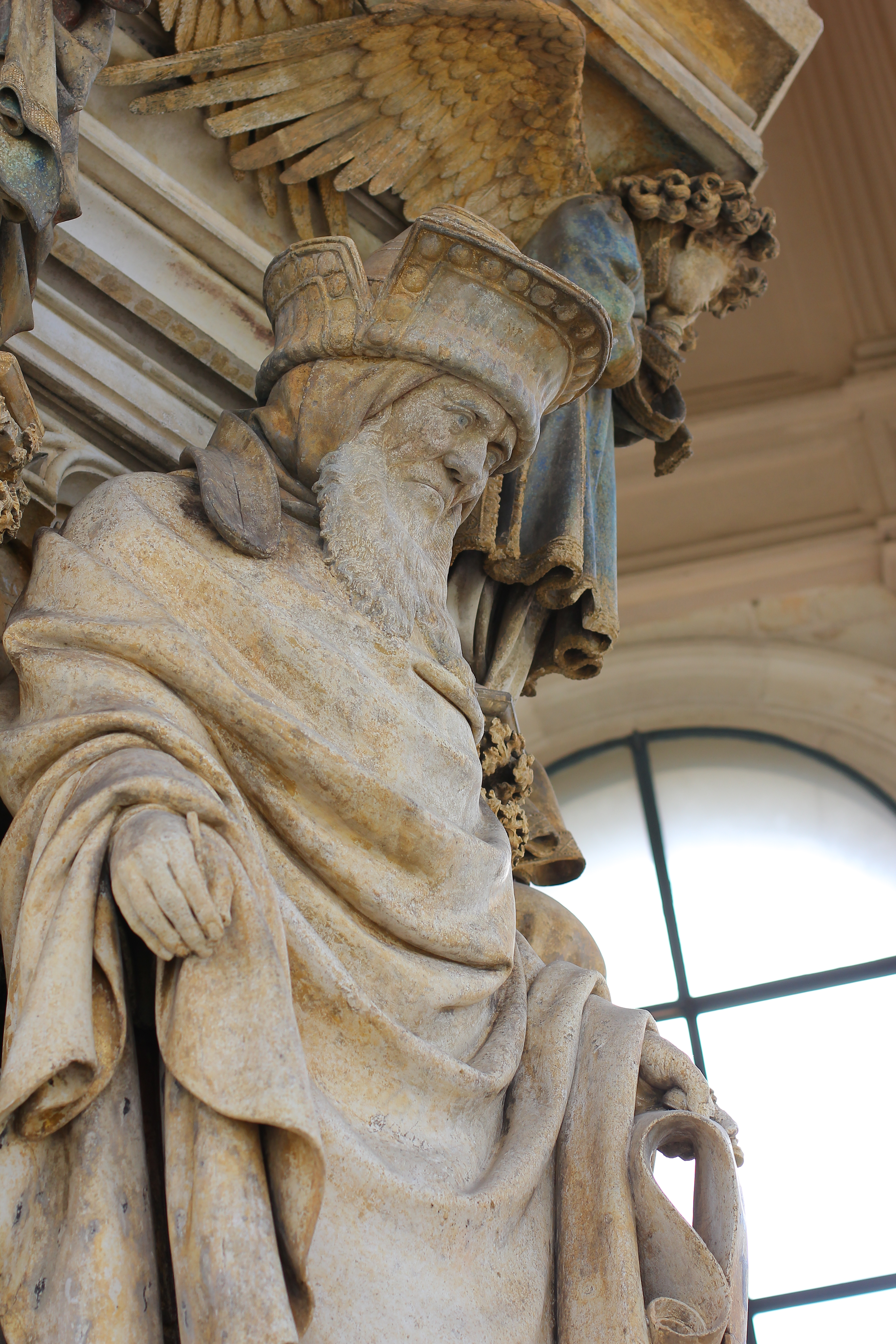
Vista de perfil
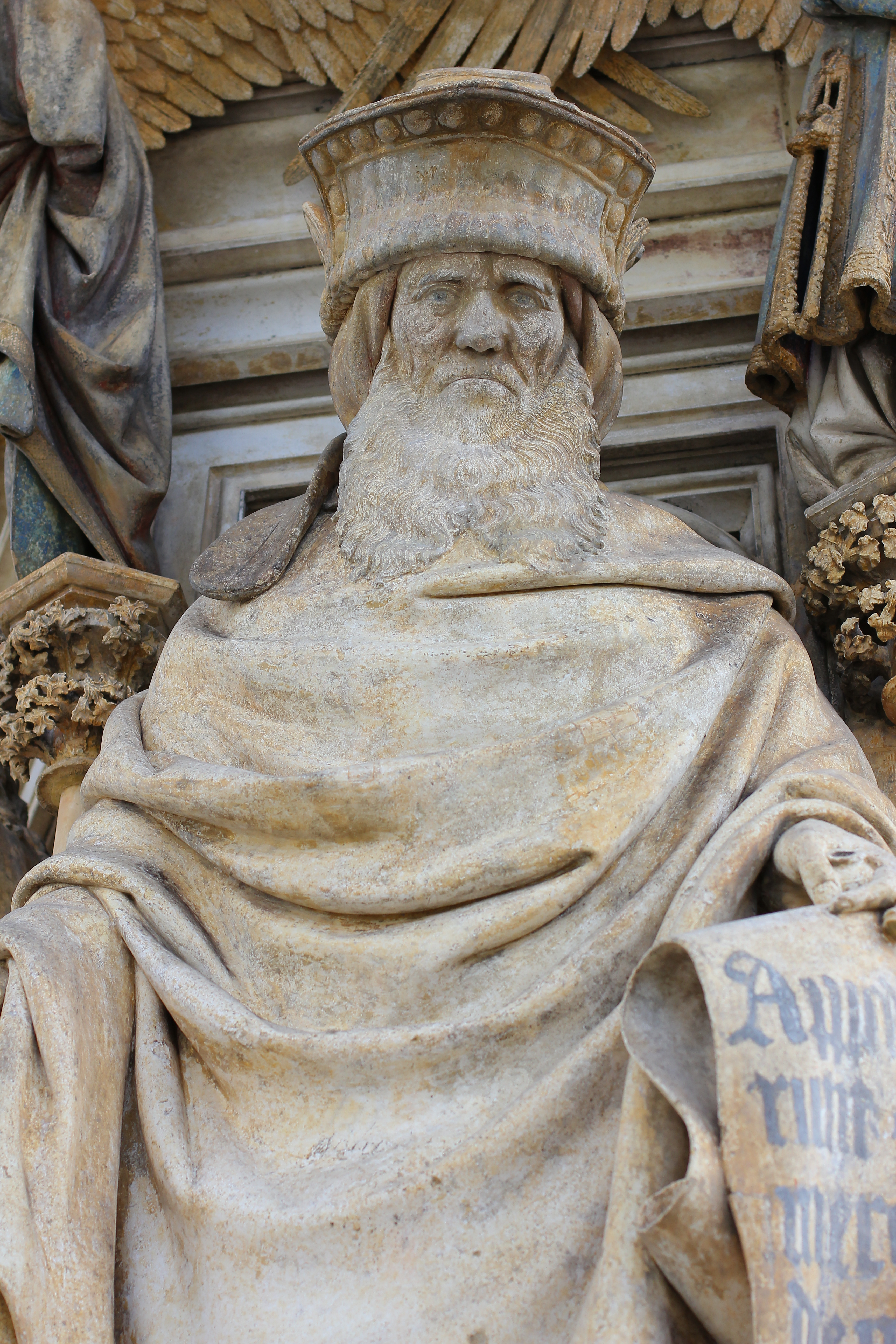
Detall del cap, de cara

#### Daniel
Daniel està girat cap a Isaïes amb la boca oberta i hi parla. Vesteix una caputxa blava, una capa d'or brodada folrada d'atzur i les seves sabates marrons es cobreixen amb sandàlies de tires daurades. El seu filacteri assenyala: Post hebdomadas sexaginta duas occidetur Christus (Després de seixanta-dues setmanes, Crist serà assassinat) (Daniel IX, 26).

Detalls de les escultures de Daniel i Isaïes
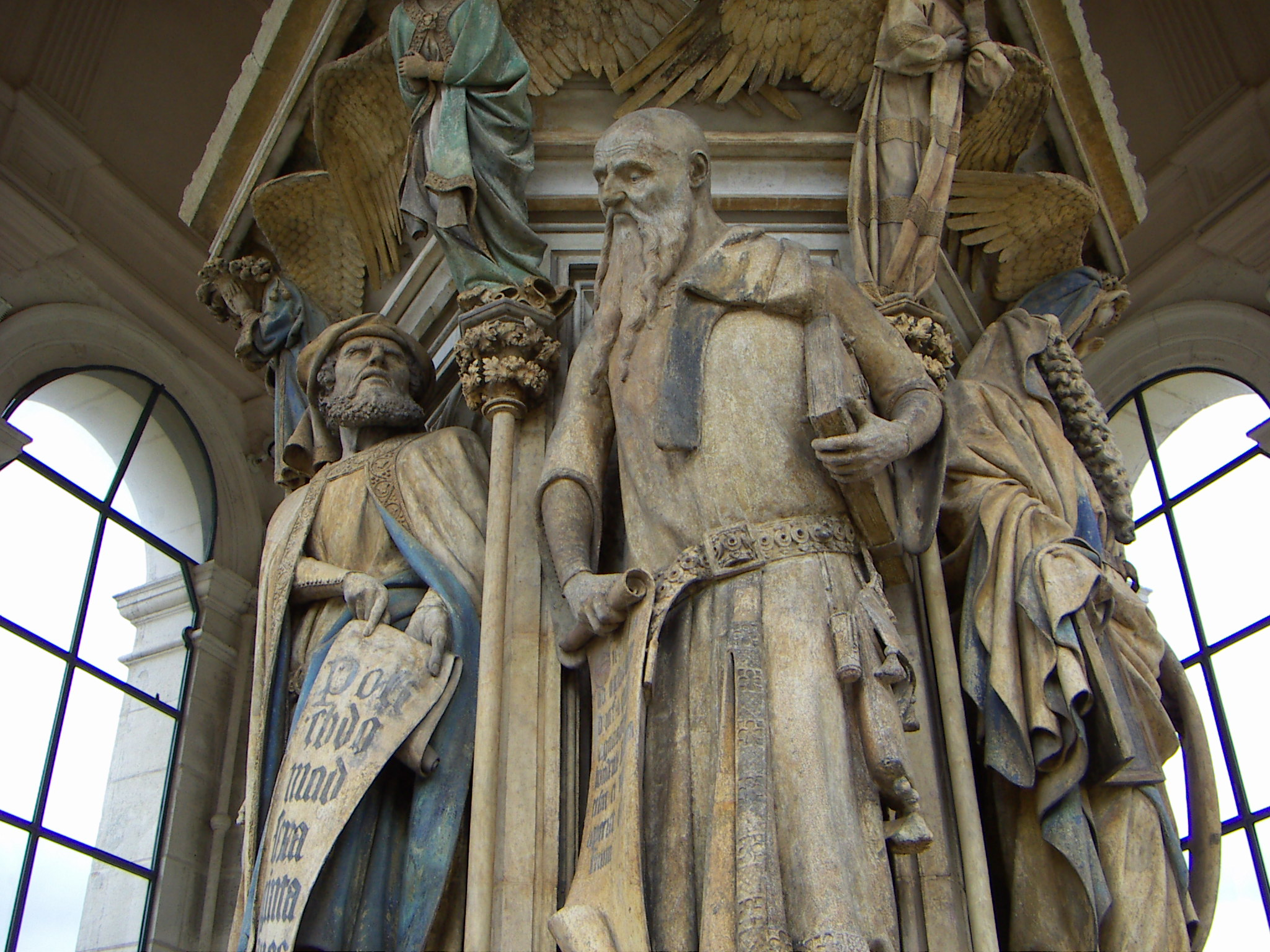
Escultures de Daniel a l'esquerra i Isaïes al mig.
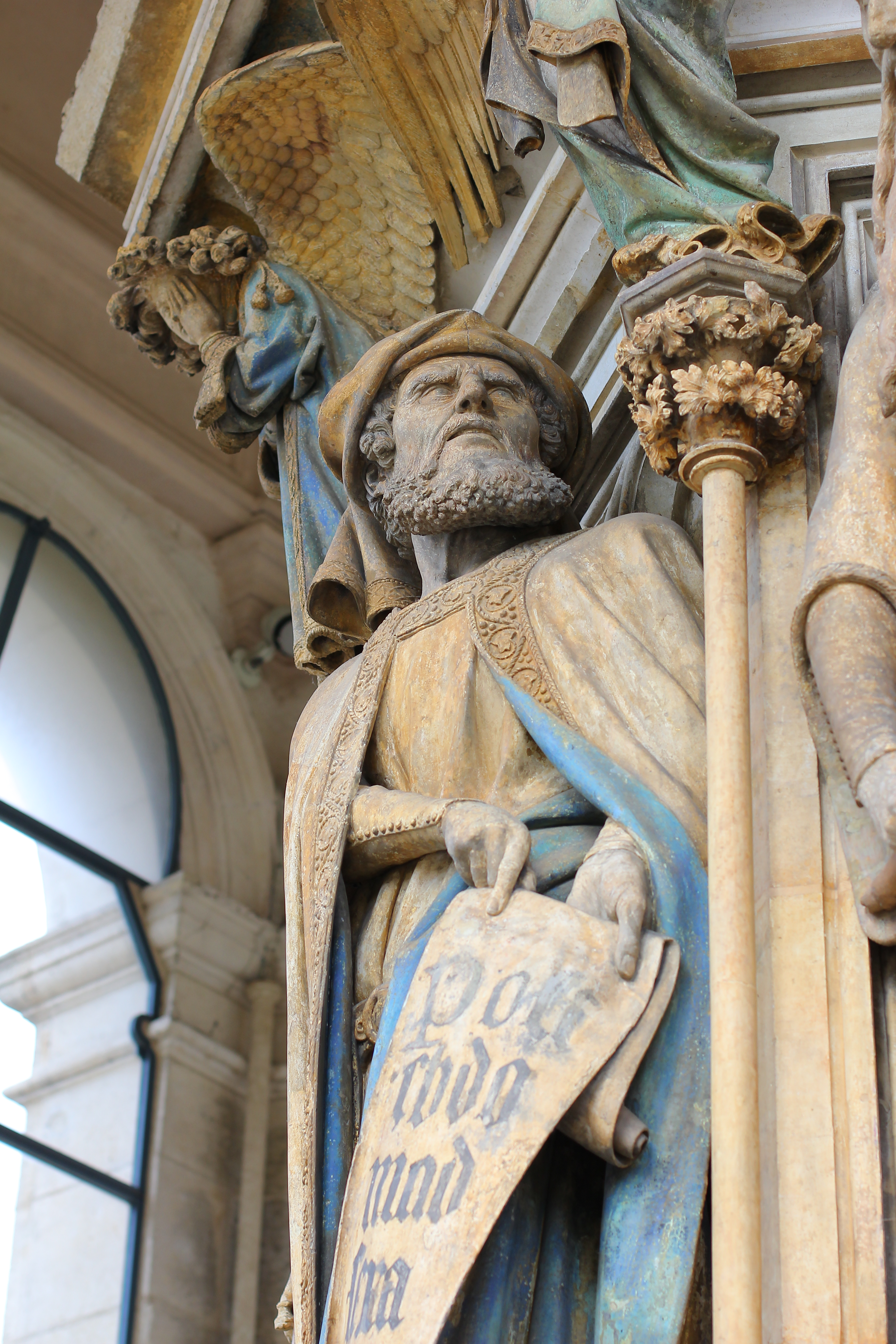
Daniel
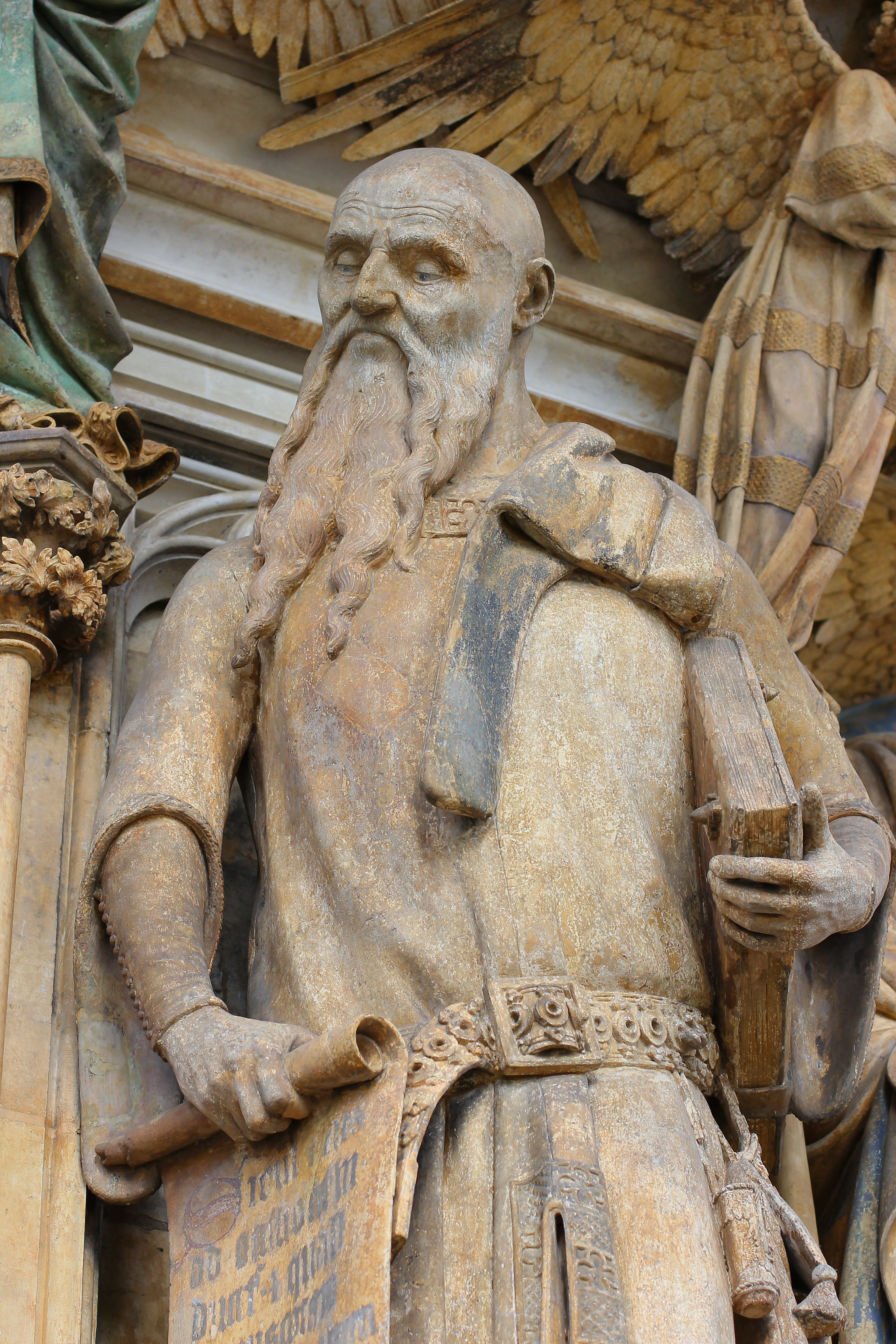
Isaïes
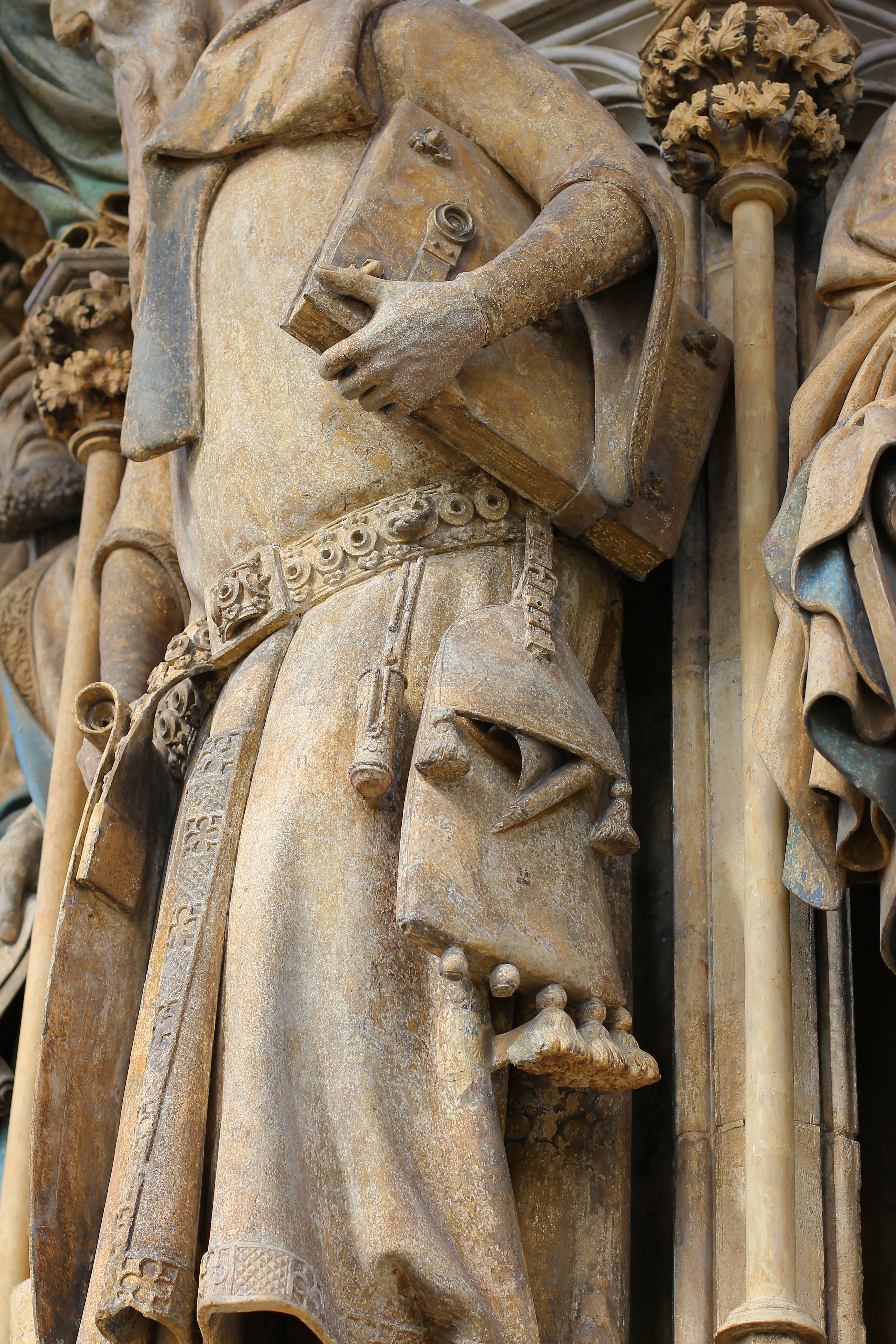
Detall del llibre i de l'escriptori d'Isaïes.

#### Isaïes
El profeta es recolza lleugerament sobre el costat de Daniel, amb el cap nu, un llibre sota el braç i vestint una capa de tela d'or teixida en vermell i blau. Sota el llibre porta a la cintura un moneder decorat amb sis glans, del qual surt un tros de pergamí i al qual s'adjunta un escriptori. La llegenda del filacteri és: Sicut ovis ad occisionem ducetur, et quasi agnus coram tondente obmutescet et non aperiet os suum (Serà assassinat com una ovella a la matança i romandrà en silenci sense obrir la boca, ja que un xai està silenciat davant el que la talla) (Isaïe, LIII, 7).

### Els àngels ploraners
Situats a la part superior del pedestal que sostenia la Crucifixió, hi ha sis àngels al capdamunt de les columnetes que separen els nínxols dels profetes. Són àngels que ploren i lamenten la mort de Crist i presenten un treball de cisell excepcional, del qual destaquen les plomes de les ales que són pràcticament ingràvides, com si no estiguessin subjectes enlloc, així com la individualització dels trets i gestos de cadascun. Aquest fet, segons els historiadors, explicaria per què aquesta part del projecte va trigar més de dos anys a completar-se.

## El Calvari desaparegut

### Fragments conservats
El Calvari, sens dubte, va ser destruït a la fi del segle xviii. L'any 1842, durant la neteja del pou, se'n van trobar dos fragments: les cames de Crist, esculpides als genolls, així com els braços creuats de Maria Magdalena o de la Mare de Déu. Durant un temps es va conservar un bust de Crist, tallat per sobre de la cintura, en un nínxol situat a sobre de la porta d'una casa situada l'antiga propietat de l'Hospital de Dijon i que pertanyia a Paul Guignard, comissari de la biblioteca de Dijon. Va ser ell qui la va donar al museu de la Comissió Arqueològica de la Côte-d'Or, assenyalant-la com a vestigi del Calvari. Actualment aquests fragments es conserven al Museu Arqueològic de Dijon. Crist, molt realista, es representa amb els ulls tancats, la boca mig oberta i les galtes buides, recordant una màscara de mort. La sang s'escapa de la ferida del flanc dret i les restes de pintura semblen indicar que les cames devien estar cobertes de sang.

Fragments suposadament de les escultures del Calvari desaparegut
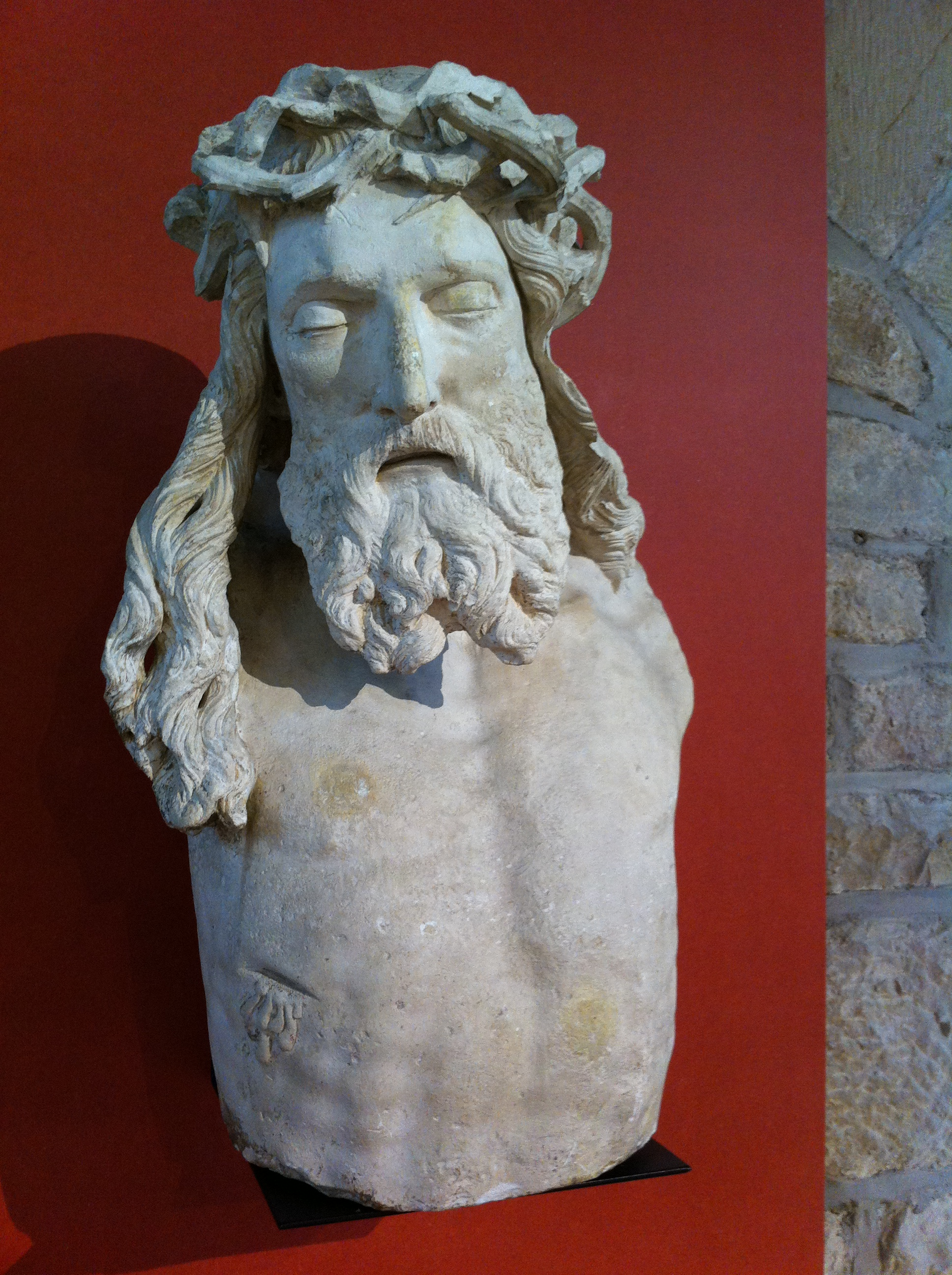
Bust de Crist
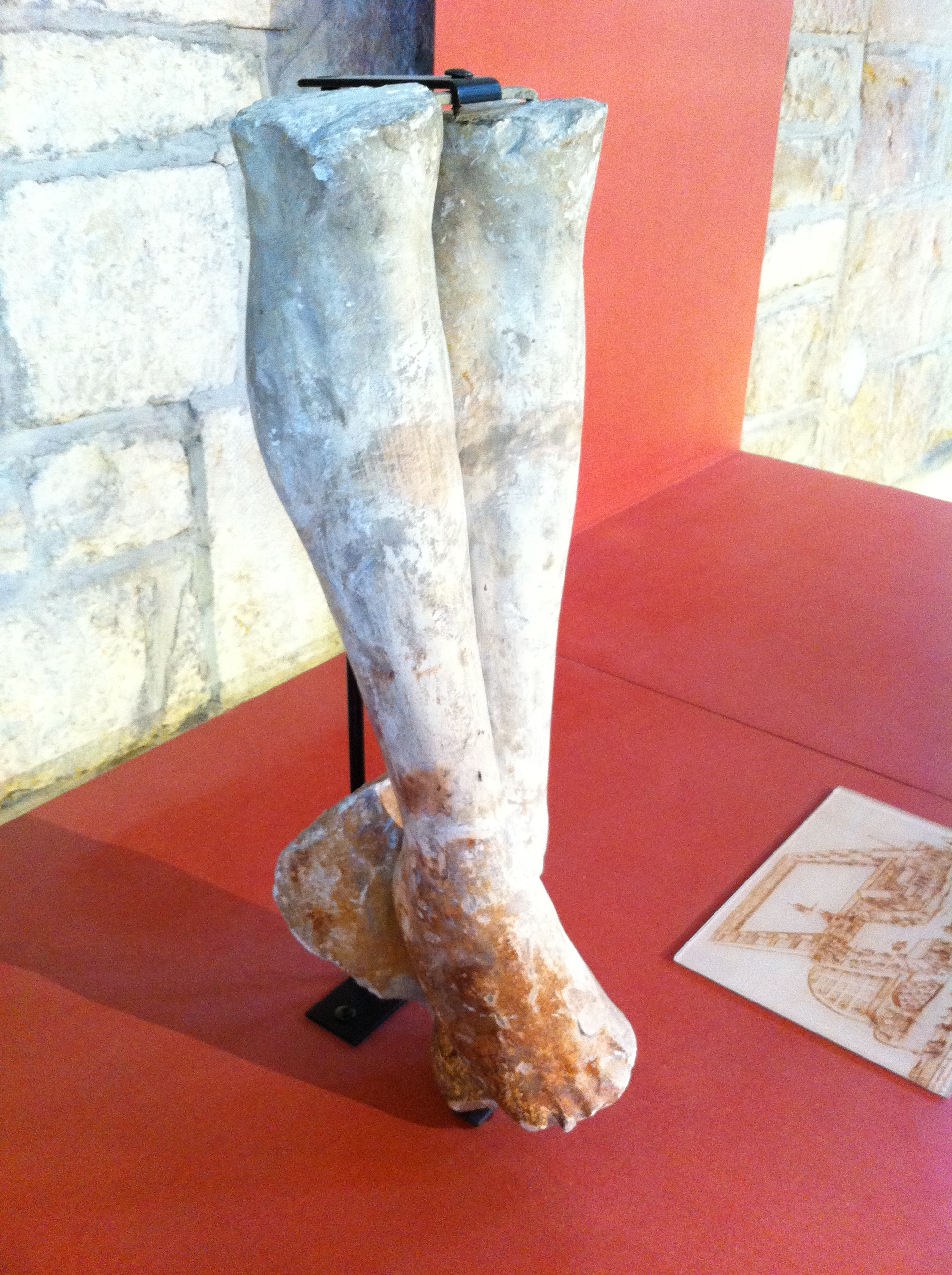
Cames de Crist
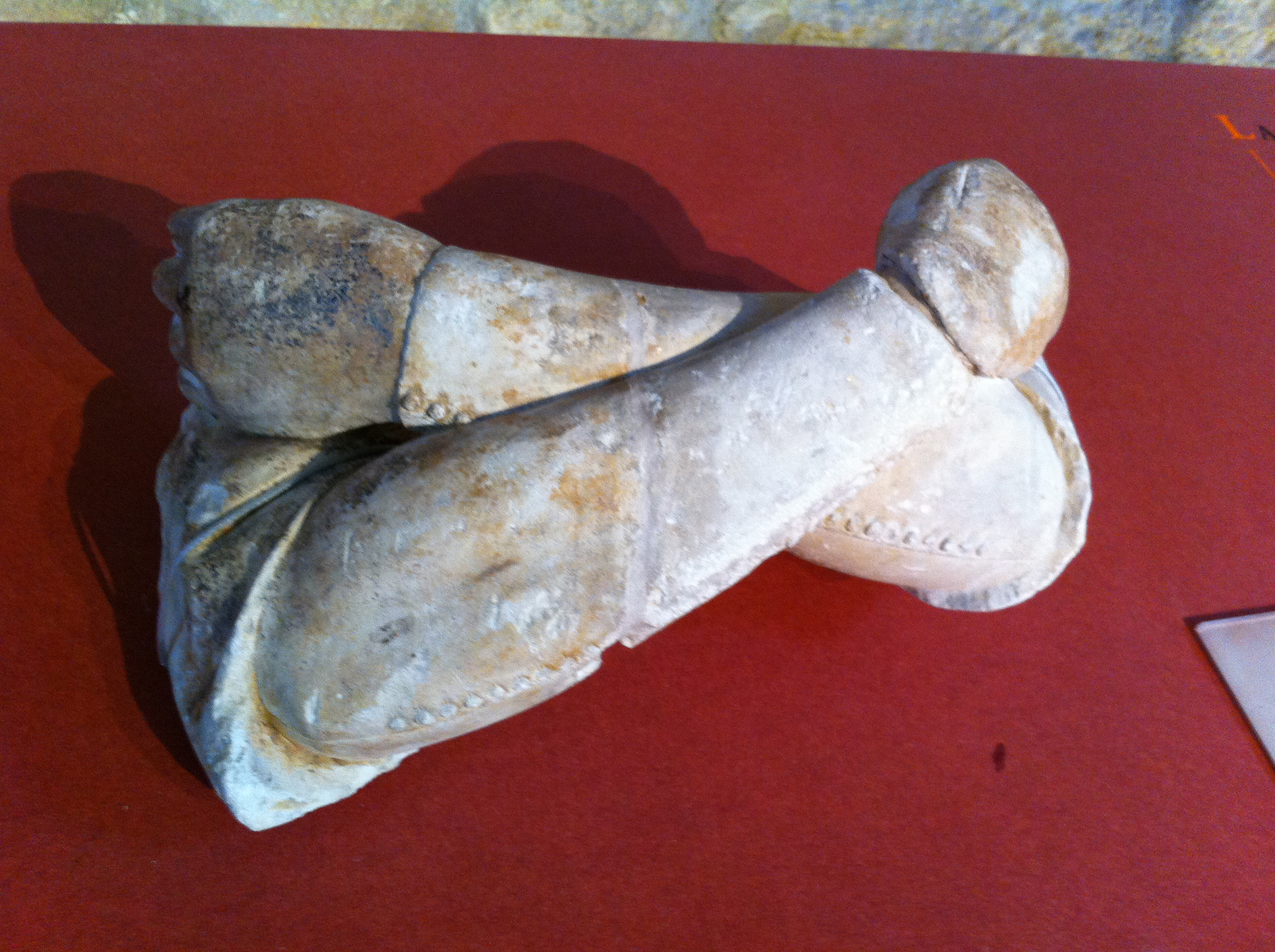
Braços creuats de Maria Magdalena o de la Mare de Déu

Tanmateix, Susie Nash va posar en dubte l'atribució d'aquest Crist a Sluter i al pou de Moisès. Segons ella, el bust, que no s'ha trobat al lloc i que segueix sent molt diferent de les altres obres de Sluter, està tallat en pedra de Trueno i no en pedra d'Asnières, com els peus. D'altra banda, no té els mateixos rastres de policromia que les altres escultures. Finalment, segons ella està massa complet per haver resistit la caiguda des de la part superior de la creu, durant la seva brutal destrucció.

### Temptatives de reconstrucció

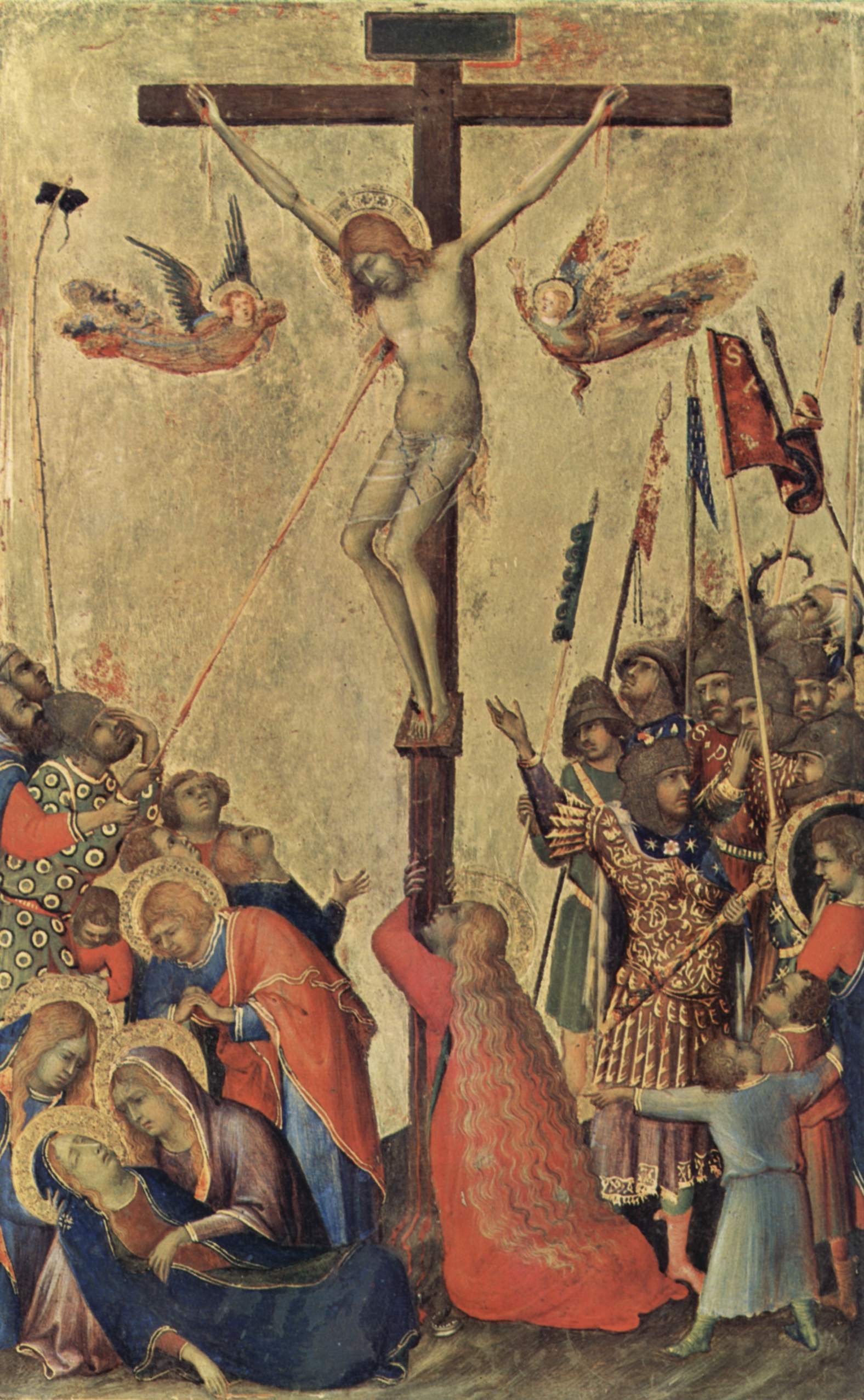
Crucifixió o El Cop de llança, cartell de l'antic políptic de la Passió de Crist, Reial Museu de Belles Arts d'Anvers.

L'estructura global del Calvari encara és controvertida a causa de la manca de referències escrites o visuals del conjunt abans que fos destruït, fet que ha provocat que els historiadors de l'art hagin donat diverses propostes interpretatives sobre com devia de ser originalment. Tradicionalment s'havia convingut que al peu de la creu hi ha via tres figures de dimensions reals: les de la Mare de Déu, Sant Joan i Maria Magdalena. Segons Susie Nash, en aquest lloc només s'hi va col·locar una escultura, la de Maria Magdalena, agenollada i girada cap a Crist, amb els braços creuats, que són els vestigis trobats. També argumenta que a la terrassa del pou hi ha poques traces d'haver-hi pogut inserir diverses escultures. La disposició d'una imatge senzilla al peu de la creu és freqüent als calvaris d'aquesta època i es pot veure a l'antiga còpia de l'Hospital de Dijon. Els textos antics relacionats amb el Calvari en cap moment mencionen la presència d'altres escultures. Hi ha una escena de Cucifixió idèntica en un plafó del Políptic Orsini de Simone Martini, localitzat a Borgonya a finals del segle xiv, i en alguns panells que es van conservar a la cartoixa de Champmol al final del segle xviii. Tanmateix, aquesta hipòtesi d'una sola imatge al peu de la creu és disputada per altres historiadors de l'art i en particular per la nord-americana Sherry Lindquist, una altra especialista en l'escultura de la Cartoixa.
D'altra banda, l'autora defensa que la representació de Maria Magdalena al peu de la creu no era simplement una qüestió tècnica (assegurar l'estabilitat de la creu), sinó també devocional en tant que els tant els promotors com els destinataris del monument tenien una forta predilecció per la figura. És conegut que els ducs incloïen Maria Magdalena en les seves oracions i que per als cartoixans, així com per altres ordes religioses, la santa era un exemple d'humilitat i de penitència.
A més, també es presenten noves hipòtesis sobre el disseny de la creu. Tradicionalment es pensava que Crist es dirigia cap a l'entrada exterior del claustre, en la mateixa direcció que Moisès o David, dirigint-se així als visitants exteriors. Per contra, Susie Nash, fent una observació en profunditat de la terrassa del pou, dedueix que Crist s'havia de situar a l'eix de l'angle entre David i Jeremies. Així es dirigia cap a l'entrada interior del claustre, reservada als cartoixans, i el monument estava destinat essencialment a ells. Aquesta creu podria haver assolit els 6 metres d'alçada, amb una alçada total del monument al voltant dels 13 metres.

## Elements tècnics

### La pedra utilitzada
Els documents d'arxiu indiquen que les pedres emprades en la fabricació del Calvari tenien dues procedències diferents: les pedres de les parts altes provenien de les pedreres de Tonnerre (a l'actual departament de Yonne) i les parts baixes de les d'Asnières-lès-Dijon. Les anàlisis petrogràfiques van revelar que el conjunt de Moisès actual, així com l'escultura de Maria Magdalena, estaven fets gairebé íntegrament de blocs de pedra d'Asnières, prop de Dijon, i més precisament del planter anomenada Bois des grottes. L'anàlisi de les cames de Crist revela, per contra, que es tracta de la pedra de Tonnerre, més concretament del planter d'Angy. Aquesta diferència de pedra es podria explicar per la mida dels blocs requerits. Les dues pedres equivalen des del punt de vista de la qualitat però la pedra d'Asnières té més diàclasi i no permetia fer escultures en blocs tan grans com el de la creu, al contrari la de Tonnerre. La base sobre la qual descansa la part superior del pedestal és d'un tercer tipus de pedra procedent d'Is-sobre-Tille, més impermeable i resistent a la pluja.

### La policromia
En el disseny del Calvari la pintura és gairebé tan important com l'escultura en si. Jean Malouel, originari dels Països Baixos del Nord com Sluter, parlant la mateixa llengua materna i vivint a prop de la seva casa a Dijon, va haver de treballar en estreta col·laboració amb l'escultor. Els comptes indiquen que el 1398 tots dos treballaven al mateix temps en el Calvari, fins i tot de nit, ja que es pagaven els portadors de les torxes per il·luminar-los.
Entre els pigments que es van emprar i que s'esmenten als comptes ducals, figuren el blanc de plom, mini, vermelló, massicot, verdet i sinople. Tots apareixen en una comanda feta a l'atenció de Malouel el 1402, sense comptar les fulles d'or i d'estany. Els pigments blaus, tot i que predominen en la vestimenta dels profetes, no apareixen en aquesta comanda perquè, sens dubte, es tractava un subministrament excepcional i especialment costós: els restauradors contemporanis han detectat la presència d'atzurita o d'ultramar, elaborat amb lapislàtzuli.
Els colors de la indumentària dels profetes canvien segons l'escultura del drapejat: els draps més rics i dinàmics tenen colors més sobris (Moisès, Jeremies i Daniel), mentre que en els més simples i estàtics la policromia és més rica (David, Zacaries i Isaïes). Segons Susie Nash, les poques mencions del Calvari del segle xv emfatitzen especialment la seva bellesa: sens dubte va marcar especialment els contemporanis, precisament segons ella per la seva rica policromia i els daurats.

## Anàlisi

### Vincle entre l'Antic i el Nou Testament
Crear un vincle entre l'Antic i el Nou Testament era recurrent en l'art cristià a l'Edat Mitjana. Els pares de l'Església són els primers a enllaçar entre els dos conjunts de textos en allò que s'ha anomenat tipologia bíblica. L'objectiu és demostrar que els textos antics ja contenien en ells els esdeveniments revelats als Evangelis. No va ser fins a finals del segle xii que aquesta tipologia es va traduir en art, particularment en vitralls i esmalts. Es va fer popular a través de la seva difusió a través de certs textos populars de l'època, com ara la Bíblia dels pobres de Nicolau de Hanapes i la Speculum Humanae Salvationis de Ludolphe le Chartreux distribuïda durant el segle xiv. A la iconografia lligada a aquests llibres, una escena del Nou Testament està sistemàticament vinculada a una o més escenes de l'Antic, és a dir, tot el que passa al Nou està predit a l'Antic.

Miniatures que representen la tipologia de la Crucifixió en manucrits dels Països Baixos borgonyons
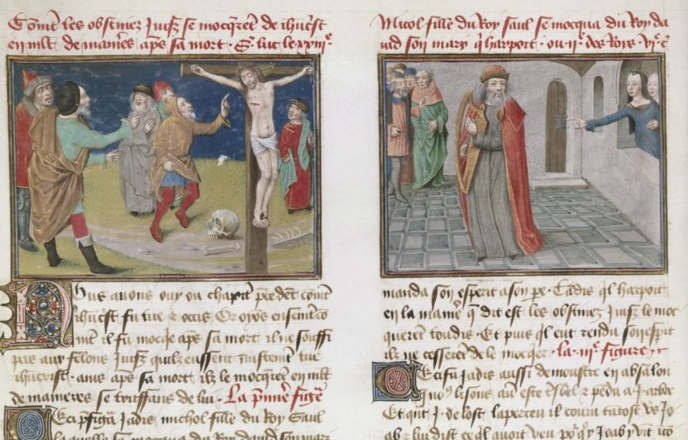
Miniatures extretes d'un manuscrit de l'Speculum humanae salvationis: la Crucifixió i Mikhal burlant-se de David, pel Mestre d'Édouard IV, cap a 1480. Biblioteca nacional de França, Fr.6275 f26v.
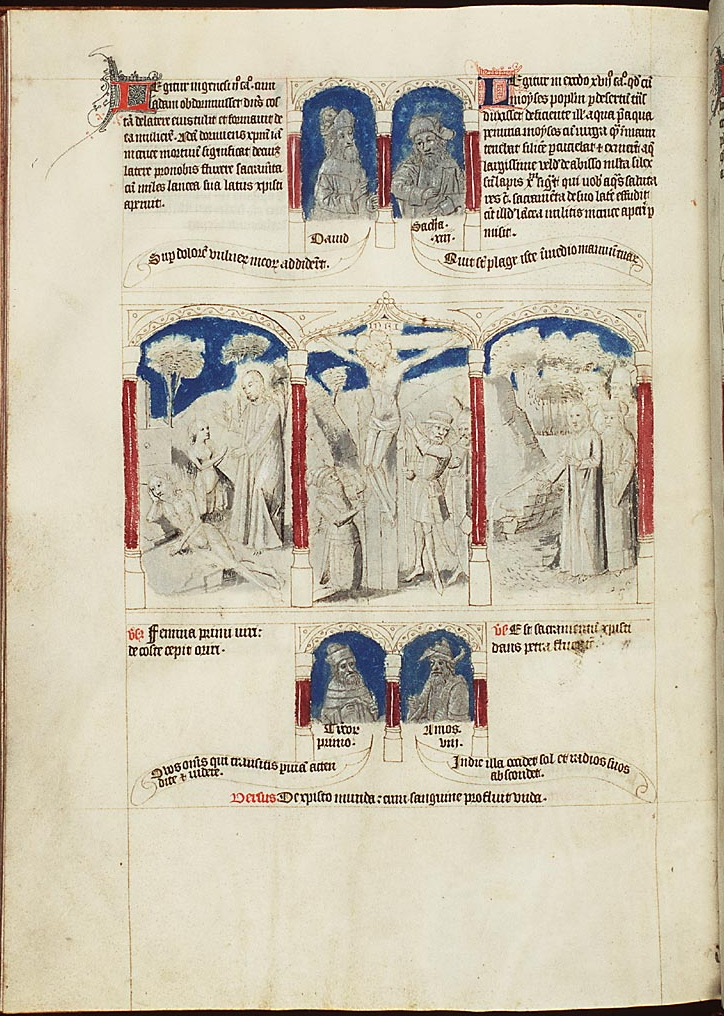
Miniatura d'un manuscrit de la Biblia pauperum: la Crucifixió al centre amb la creació d'Eva a l'esquerra i Moisès colpejant la roca a la dreta, cap a 1450. Museu Meermanno, La Haye, 10A15 f.32v.

### Una obra cartoixana
Segons la historiadora d'art anglesa Susie Nash, el Calvari, tancat en un espai reservat als monjos cartoixans, anava dirigit principalment a ells. En primer lloc, la presència de Maria Magdalena al peu de la creu era allà per recordar-los un model de vida contemplativa i de devoció a la Creu. Quatre dels àngels col·locats entre els profetes, vestits amb vestits litúrgics, fan gestos que recorden el culte i, en particular, la litúrgia cartoixans. L'àngel entre Moisès i David manté les mans obertes cap a l'exterior, a l'alçada de les espatlles: recorda tant una posició d'oració com el gest del sacerdot durant el cànon de la missa. L'àngel entre David i Jeremies, situat a l'eix de la creu, creua els braços per sobre de les espatlles: aquest és el gest que va fer el monjo cartoixà durant la missa que simbolitza el seu desig d'identificar-se amb Crist crucificat, per compartir el seu dolor i rebre així la seva gràcia. L'àngel entre Daniel i Isaïes, amb les mans entrellaçades, i el que està entre Zacaries i Daniel, amb la mà dreta contra el pit i l'esquerra cobrint la figura, estan tots dos en posició de meditació, ja que els religiosos poden estar al davant. d'un judici. Els dos últims àngels, que no van vestits amb roba litúrgica, lamenten la Passió de Crist.

Actitud dels àngels del Pou de Moisès en els vestits litúrgics
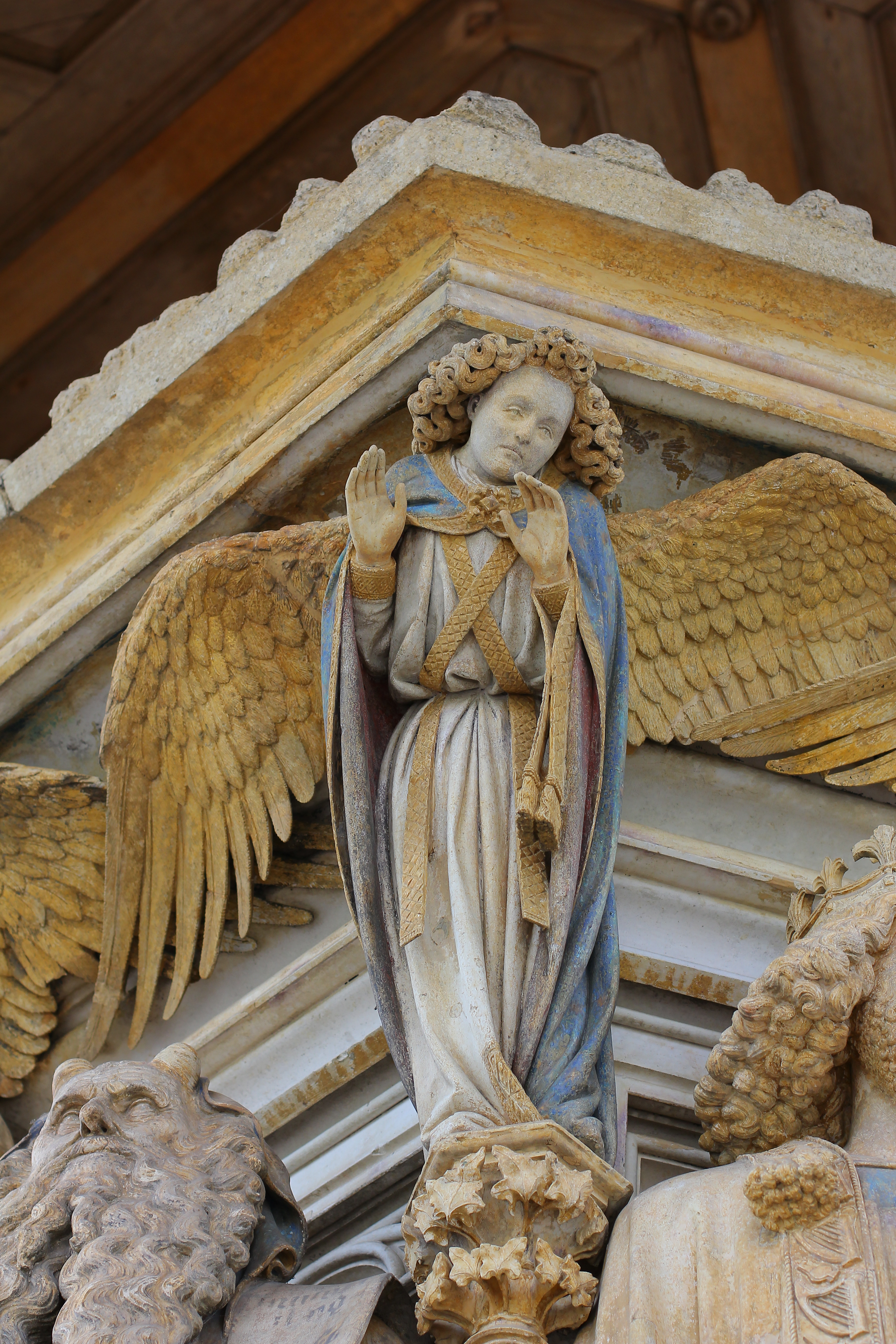
L'àngel entre Moisès i David
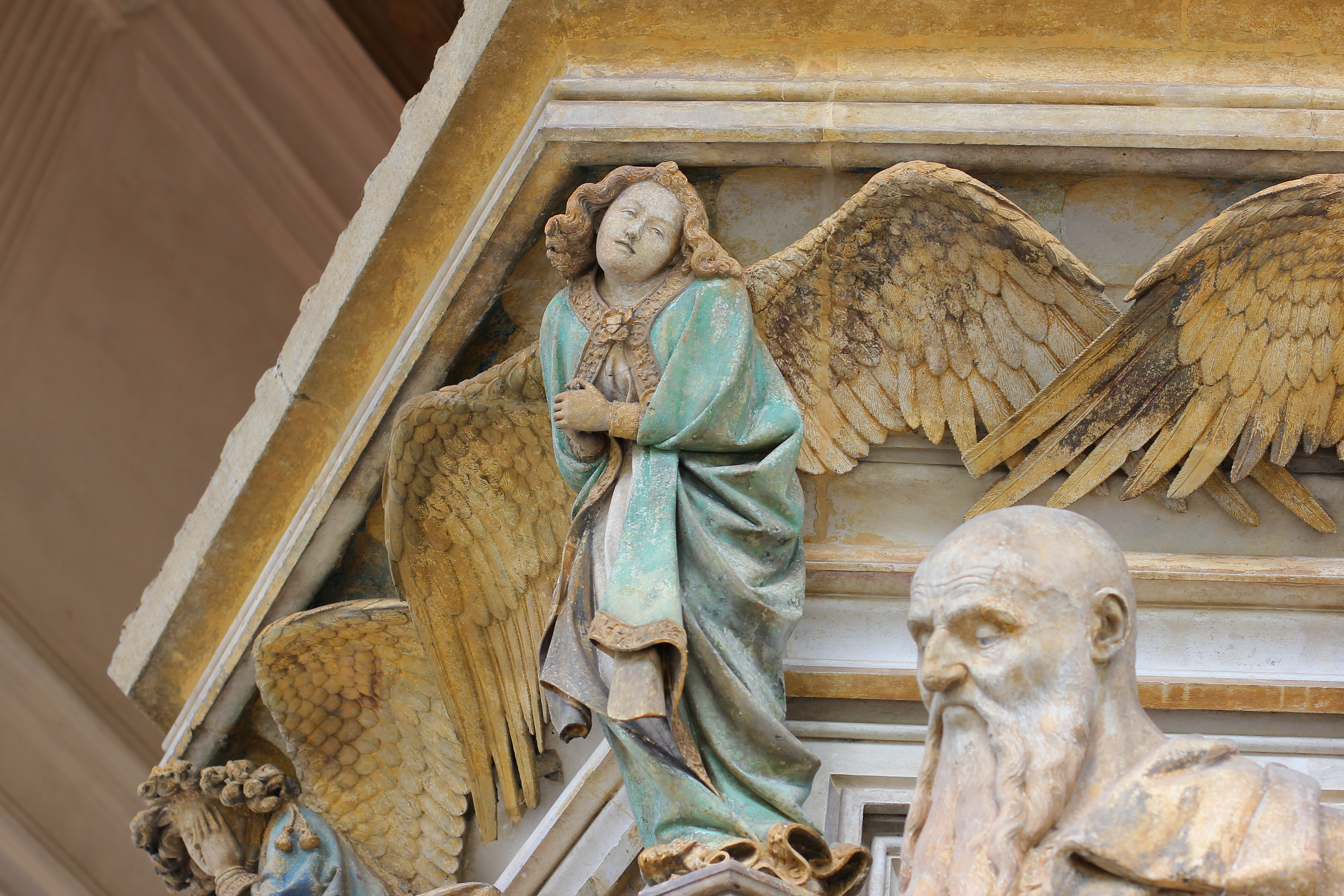
L'àngel entre Daniel i Isaïes
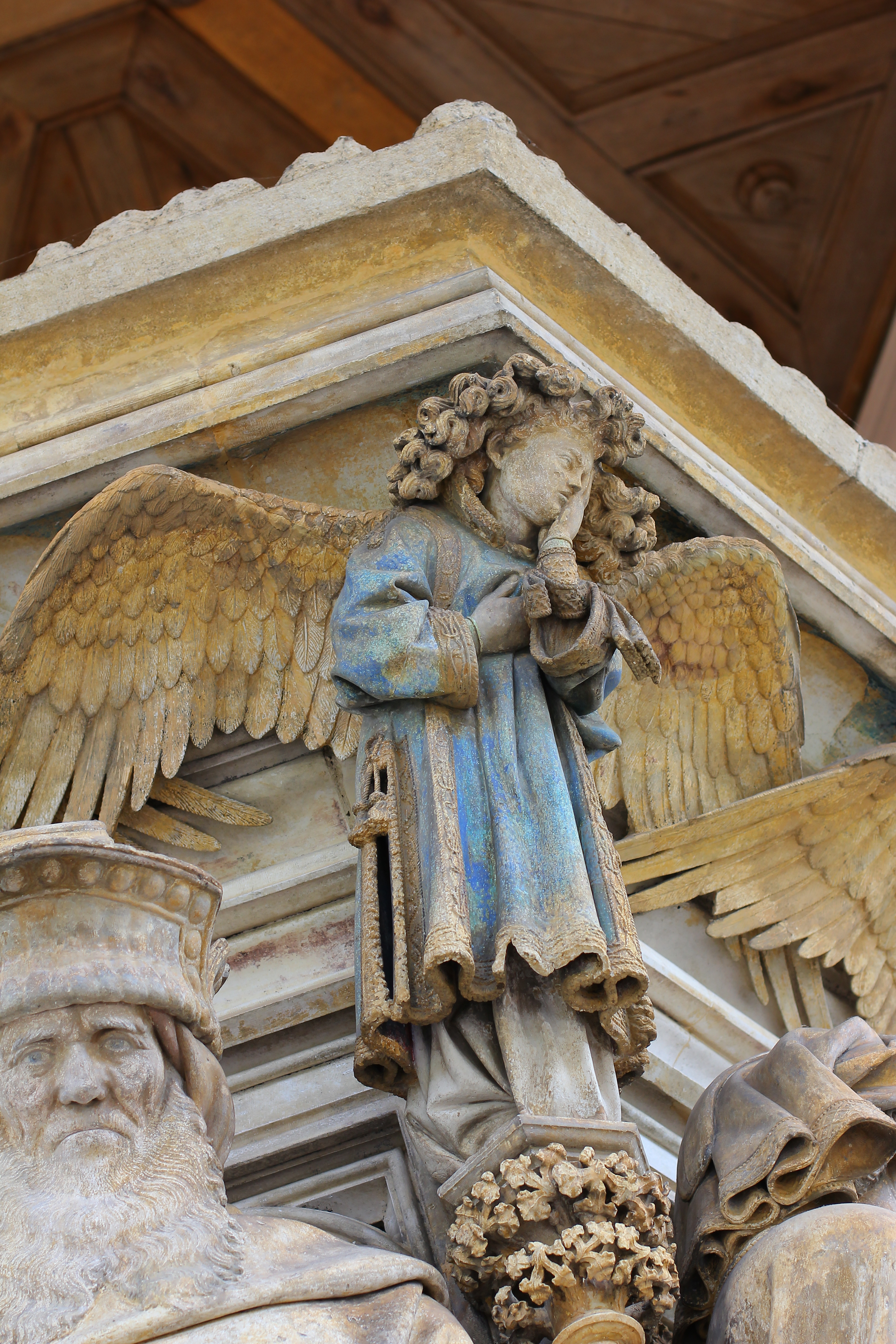
L'àngel entre Jeremies i Zacaries
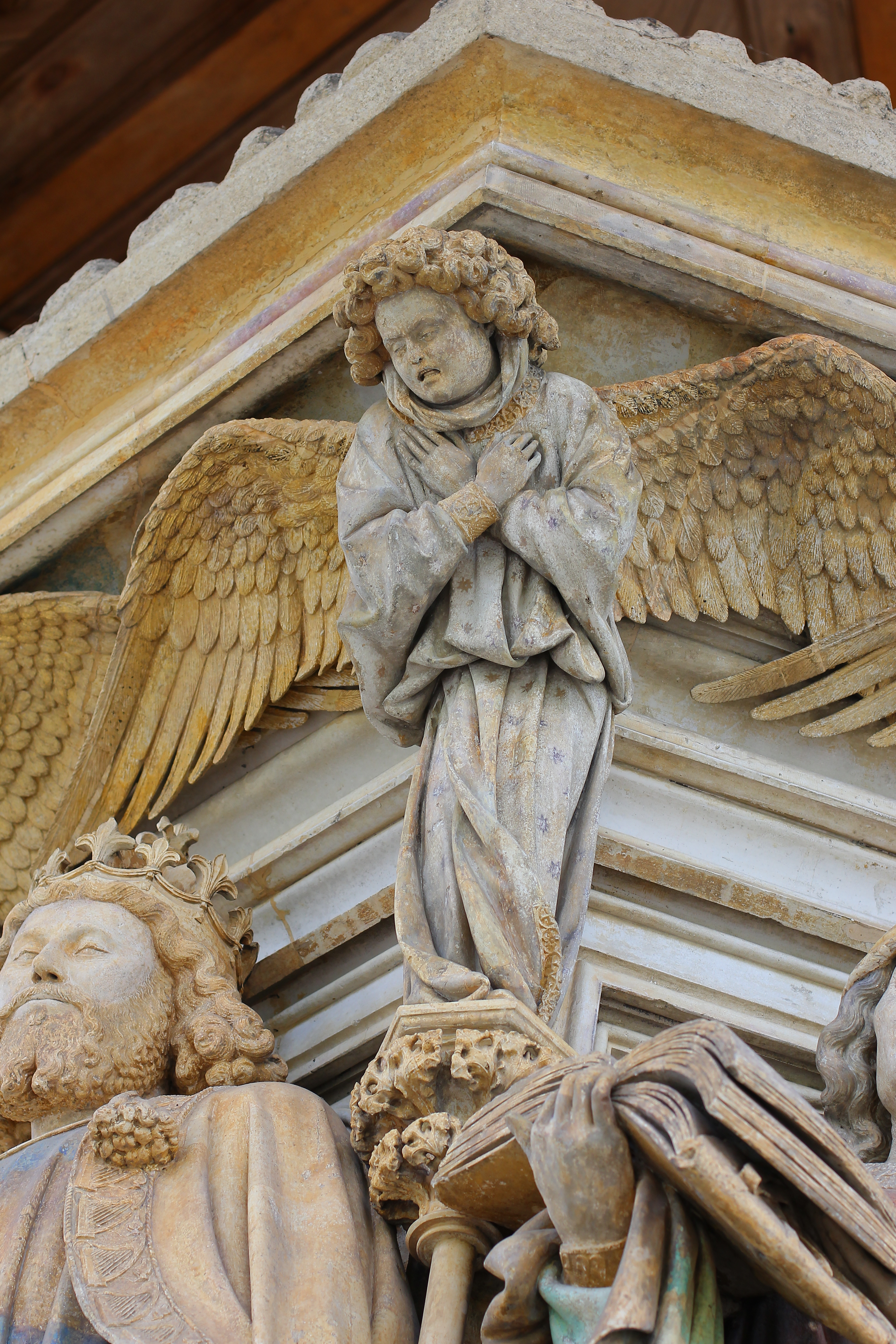
L'àngel entre David i Jeremies

Els sis profetes denoten igualment l'essència cartoixana. També segons Nash, Jeremies, que se situa a l'eix de la creu, és el més important dels profetes per als cartoixans: se’l representa llegint en silenci, un mitjà de meditació i cerca de Déu segons els monjos. Jeremies va servir sovint com a model de solitud i de silenci en el domini cartoixà per la seva capacitat de contemplar no amb els ulls sinó amb l'esperit. També és el llibre de Jeremies el que els monjos llegien amb motiu de la Setmana Santa, fins Divendres Sant. D'altra banda, Zacaries, que sosté una ploma i un tinter, representa la còpia de textos, una altra activitat cartoixana. Daniel sembla parlar amb Isaïes, a qui toca, i aquest últim sembla escoltar-lo en silenci, amb el llibre tancat: potser es refereixen a llegir i escoltar sermons era igualment una activitat devocional d'una comunitat monàstica. Moisés es representa amb els corns que són una mostra visual de la llum que irradiava segons les Sagrades Escriptures, sostenint les taules de la Llei, i encarna la regla dels cartoixans: el seu vestit recte i els ulls dirigits cap al cel simbolitzen l'efectivitat de l'oració. Finalment, David és l'autor dels salms que els cartoixans reciten al llarg del dia i representa la importància que tenien el cant i les cançons en el conjunt de les pràctiques religioses.
Els profetes es van distribuir en parelles, amb relació a les seves profecies, segons posa de manifest la creu, col·locada sobre l'aresta del prisma hexagonal entre David i Jeremies. Al darrere hi ha Isaïes i Daniel, que van predir la mort de Crist; sota els braços de la creu Moisés i Zacaries, els quals explicaren els agents que comportaren la Crucifixió; finalment, sota la creu, David i Jeremies, les profecies dels quals comportaren un altre tipus temàtic al·lusiu al dolor físic i espiritual de Jesús.

### Un monument dinàstic destinat al pelegrinatge

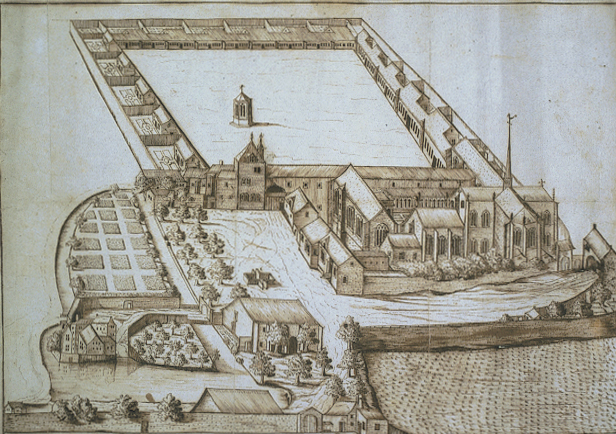
Dibuix de la cartoixa l'any 1686 d'Aimé Piron. A la part superior, l'edicle protegint el Pou de Moisès al mig del gran claustre. Biblioteca Municipal de Dijon.

Tot i que està situat en un espai travessat pels cartoixans, el pou no estava reservat únicament a ells i el Calvari també es va dissenyar per ser el centre d'un mausoleu ducal destinat a convertir-se en un lloc de pelegrinatge.
A més de Jeremies, tal vegada reprenent les funcions del duc Philippe le Hardi, patrocinador de l'obra, hi ha diversos símbols que recorden la dinastia dels ducs de Borgonya. La flor de lis a la corona de David, a prop de Jeremies, recorda la proximitat del duc amb el rei de França, l'escut del qual es representa a les cares de la pila, just a sobre de la superfície de l'aigua. A l'antiga creu, a cada extrem, hi havia escuts que contenien les armes de Felip i de la seva dona, Margarida III de Flandes. Finalment, al seu peu hi havia un marc sobre el qual s'hi van pintar uns sols radiants que contenien en el seu centre les inicials de la parella ducal: "PMP".
Tot i que aquests símbols pretenien recordar als cartoixans que havien de pregar per la salvació de l'ànima del seu protector, el monument complia un altre paper. A partir del 1418, el cardenal Giordano Orsini va atorgar una indulgència a tot aquell que en determinats dies de l'any resés al peu d'una certa creu de construcció honorífica que oferia una imatge àmplia de la veritable passió de nostre Senyor. Aquesta indulgència la va renovar el 1432 el cardenal cartoixà Niccolò Albergati, especificant que s'havia concedit per a aquells que preguen "per la pau i la salvació de la cristiandat però sobretot de França". Després, el 1445 el llegat del papa Pietro del Monte va especificar que la creu és "d'una magnífica i excepcional factura, erigida, alçada i decorada meravellosament per aquests il·lustres prínceps, els ducs de Borgonya, encesos amb un amor sorprenent i abraçats per un zel diví". Jean sans Peur, fill de Philippe le Hardi, estava present en persona quan es va concedir la primera indulgència al lloc, el 24 d'abril de 1418. Cada pelegrí va ser convidat a sortir amb un record del lloc i va poder comprar una ampolla de pelegrinatge destinada a recollir aigua del pou i porta-la a casa. El pou de Moisès complia així un paper de font de vida. Durant les excavacions arqueològiques a França i als Països Baixos es van trobar moltes bombetes colpejades amb l'escut dels ducs de Borgonya.

## Posteritat de l'obra

### La influència sobre l'escultura borgonyesa de l'època

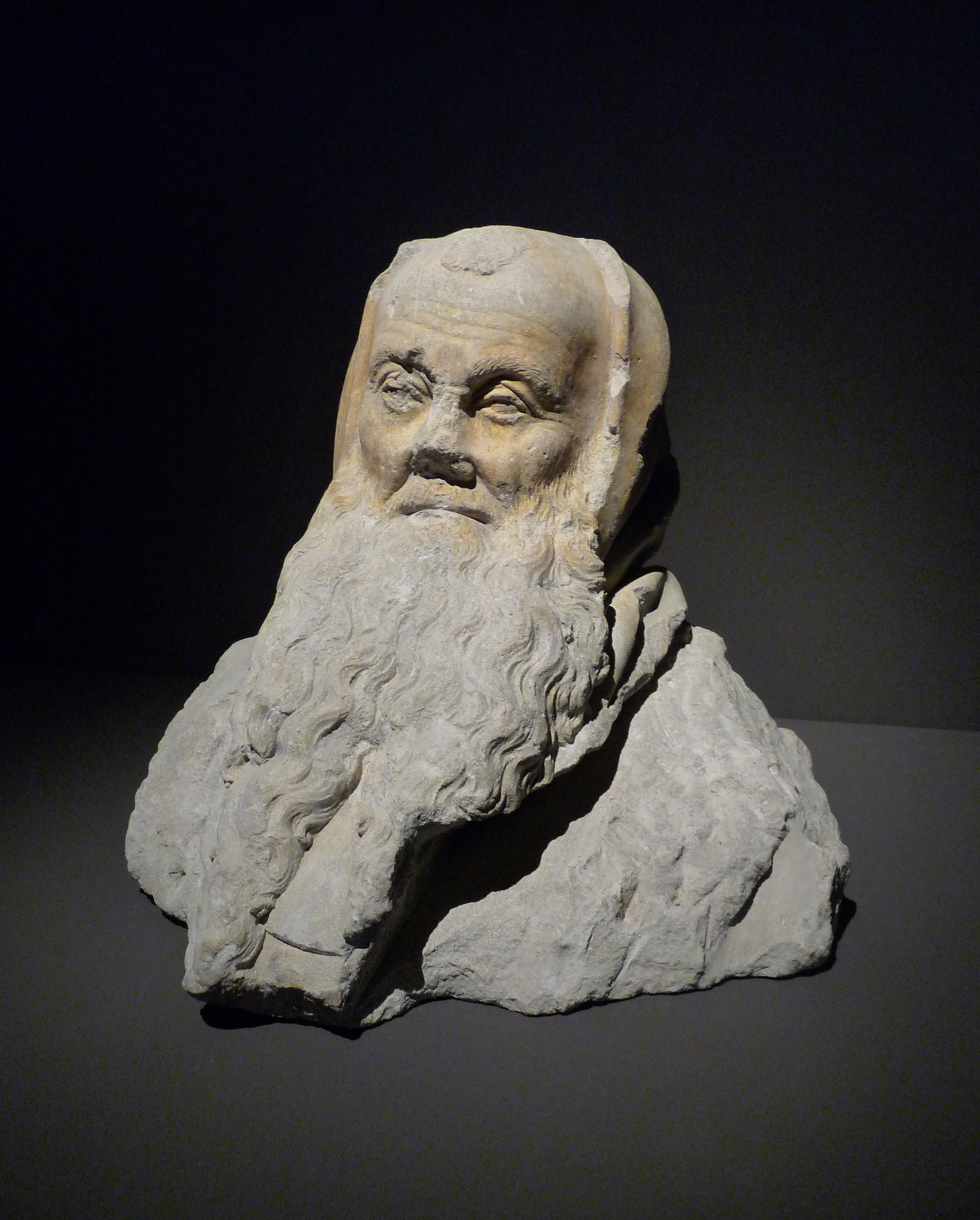
Bust de sant Antoni, taller de Sluter. Museu Arqueològic de Dijon.

Moltes escultures conservades a Borgonya o als voltants mostren els signes d'una influència del Pou de Moisès. Aquest és el cas particularment de diverses figures de sants inspirades, segons sembla, en les estàtues dels profetes. El Museu Arqueològic de Dijon conserva un bust de sant Antoni que té trets facials realistes propers als de Zacaries, Daniel, Moisès o, fins i tot, Isaïes. Aquesta escultura també s'atribueix al taller de Claus Sluter. A la col·legiata de Saint-Hippolyte de Poligny, al Jura, hi ha diverses escultures datades al segle xv i d'origen borgonyès, a jutjar per l'ús de la pedra d'Asnières. Una de sant Thibault presenta una indumentària que recorda la d'Isaïes i un rostre que evoca el de David. Una altra escultura, que representa a sant Andreu, té un rostre que mostra similituds amb la de Moisès, com ho fa també un sant Pau conservat a l'antiga abadia de Saint-Pierre a Baume-les-Messieurs (Jura), també tallada en pedra d'Asnières.

### Influència en la pintura i la il·luminació de l'època
Jean Malouel, autor de la policromia del Calvari, era l'oncle de tres dels il·lustradors contemporanis més famosos, els germans Limbourg. Aquests darrers semblen haver estat marcats pel Calvari de Sluter. Van inserir la imatge d'un monument similar, amb una base hexagonal decorada amb escultures, en la seva miniatura de La reunió dels reis mags a Les molt riques hores del duc de Berry. La representació del paradís terrenal conté un altre monument gòtic poligonal que cobreix una font de la vida i, encara al mateix manuscrit, el Davallament de la Creu conté la mateixa Maria Magdalena agenollada i mirant cap a la creu. A Les Belles Hores, la miniatura que il·lustra l'ofici dels morts presenta un Calvari similar al de la part superior del Pou de Moisès, darrere del qual s'alça un personatge molt proper als profetes del Calvari.

Les miniatures dels Germans de Limbourg influïdes pel Calvari de Champmol
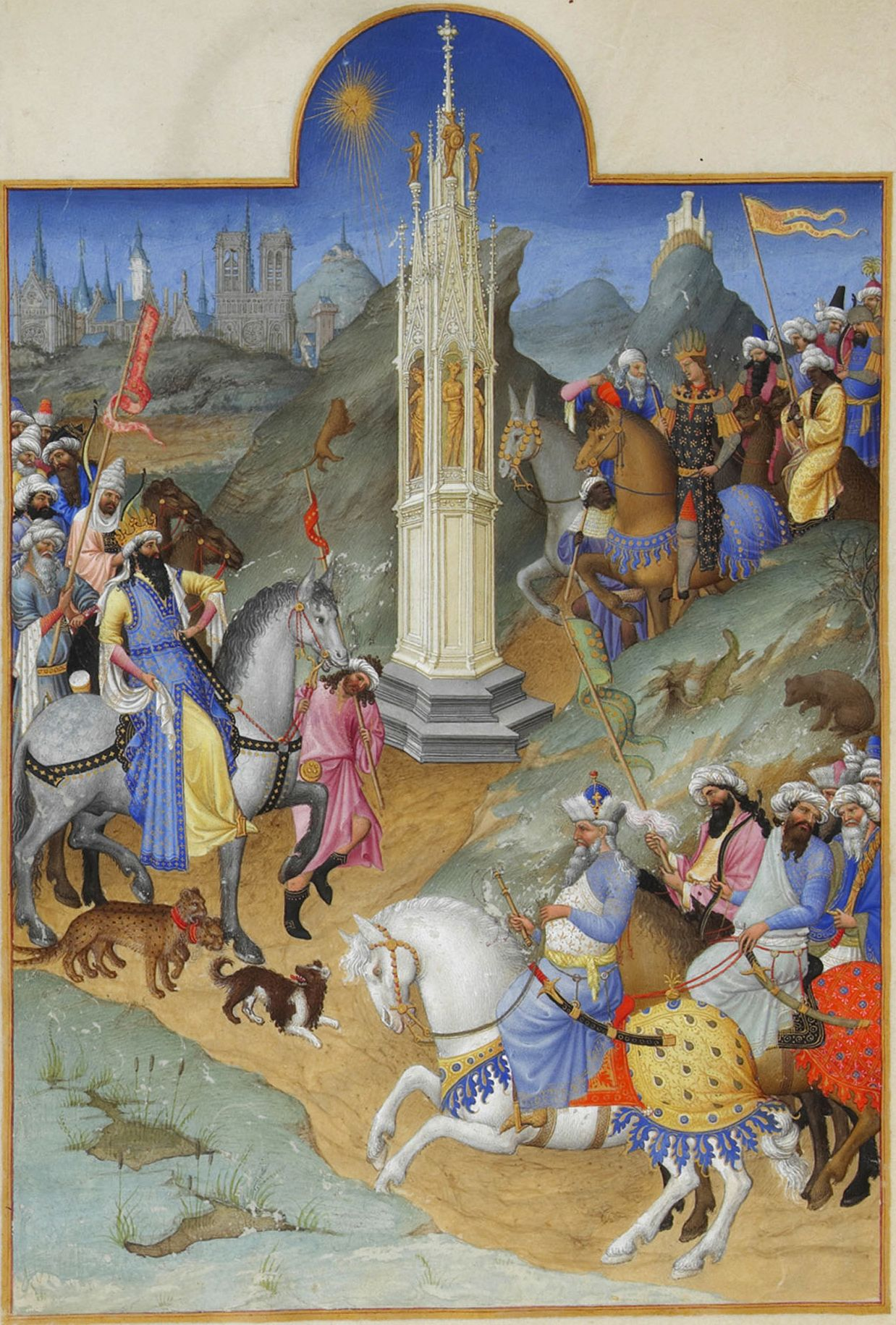
La Rencontre des mages, Les molt riques hores del duc de Berry. musée Condé, Ms.56, f.51v.
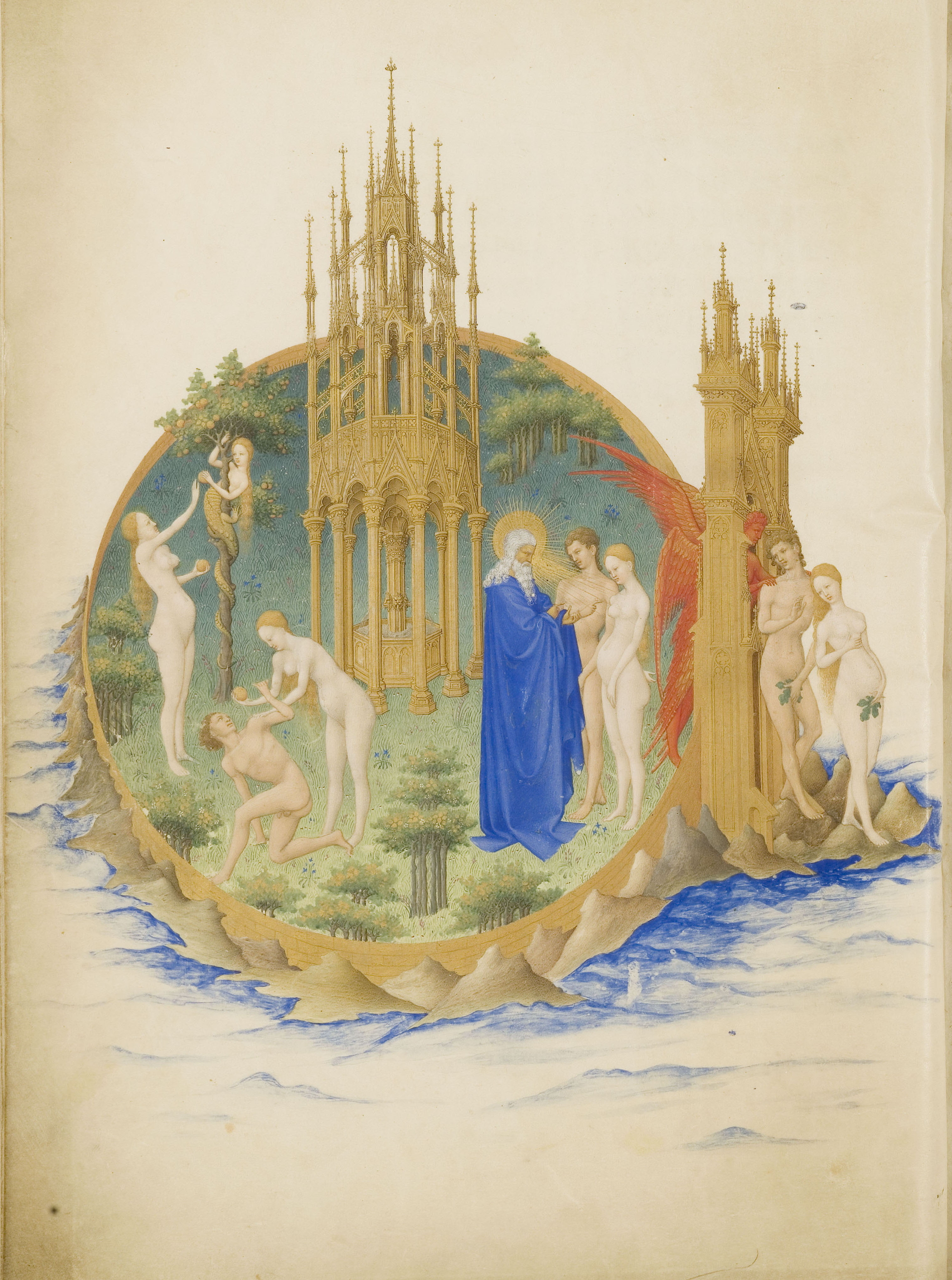
Le Paradis terrestre, Les Très Riches Heures, f.25v.
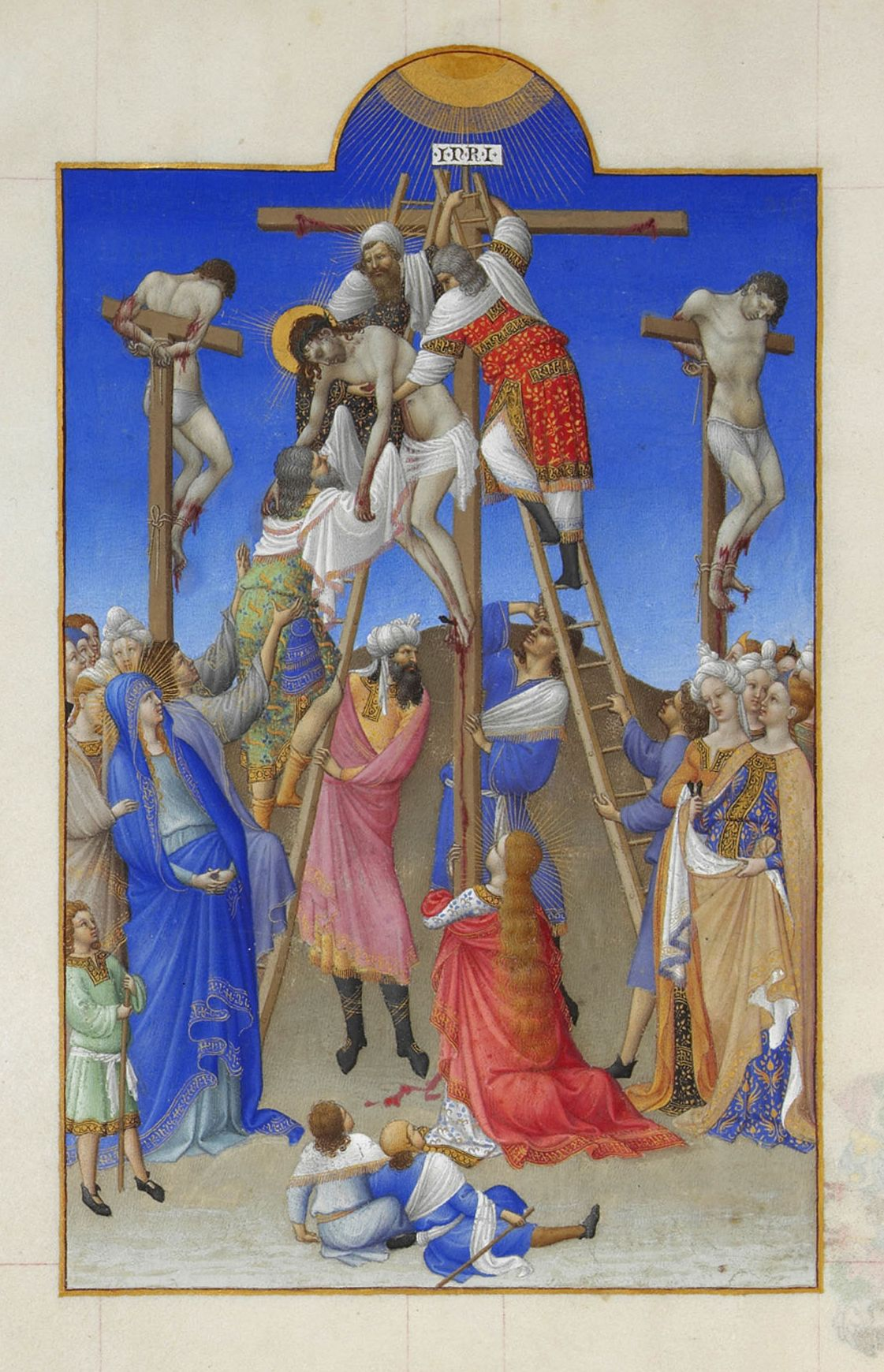
La Descente de croix, Les Très Riches Heures, f.156v.
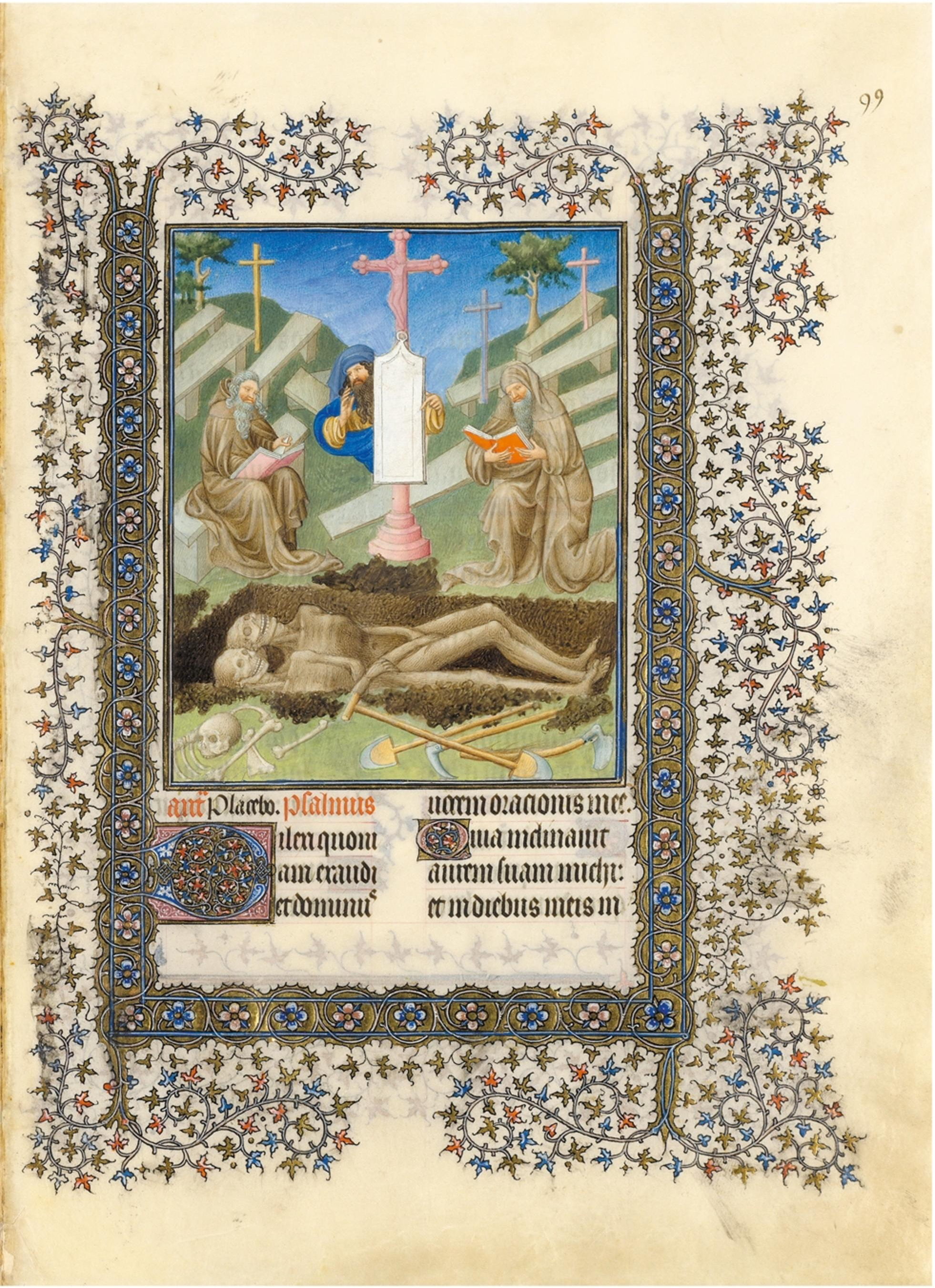
Un Cimetière, Les Belles Heures du duc de Berry Metropolitan Museum of Art, 54.1.1, f.99r.

Susie Nash descobreix la influència del Calvari en la pintura del segle xv d'una manera encara més subtil. La historiadora de l'art la troba en dos plafons del Tríptic de l'Anunciació d'Ais, actualment atribuït a Barthélemy d'Eyck i desmembrat. Un representa al profeta Jeremies i l'altre Maria Magdalena en una escena de Noli me tangere. En efecte, aquest pintor al servei de René d'Anjou podia haver-se conegut amb aquest darrer a Dijon, amb motiu de la captura del duc d'Anjou i comte de Provença cap al 1435. La memòria d'aquest monument podria haver-li donat la idea de representar el profeta llegint un llibre, situat sobre una base poligonal com una escultura i sota els trets d'un altre príncep, el rei René, i no dels del duc de Borgonya com al Calvari de la cartoixa. A més, Maria Magdalena està de genolls amb els braços creuats, amb la postura que suposadament tenia al Calvari de Sluter.

Dos plafons del Triptyque de l'Annonciation d'Aix
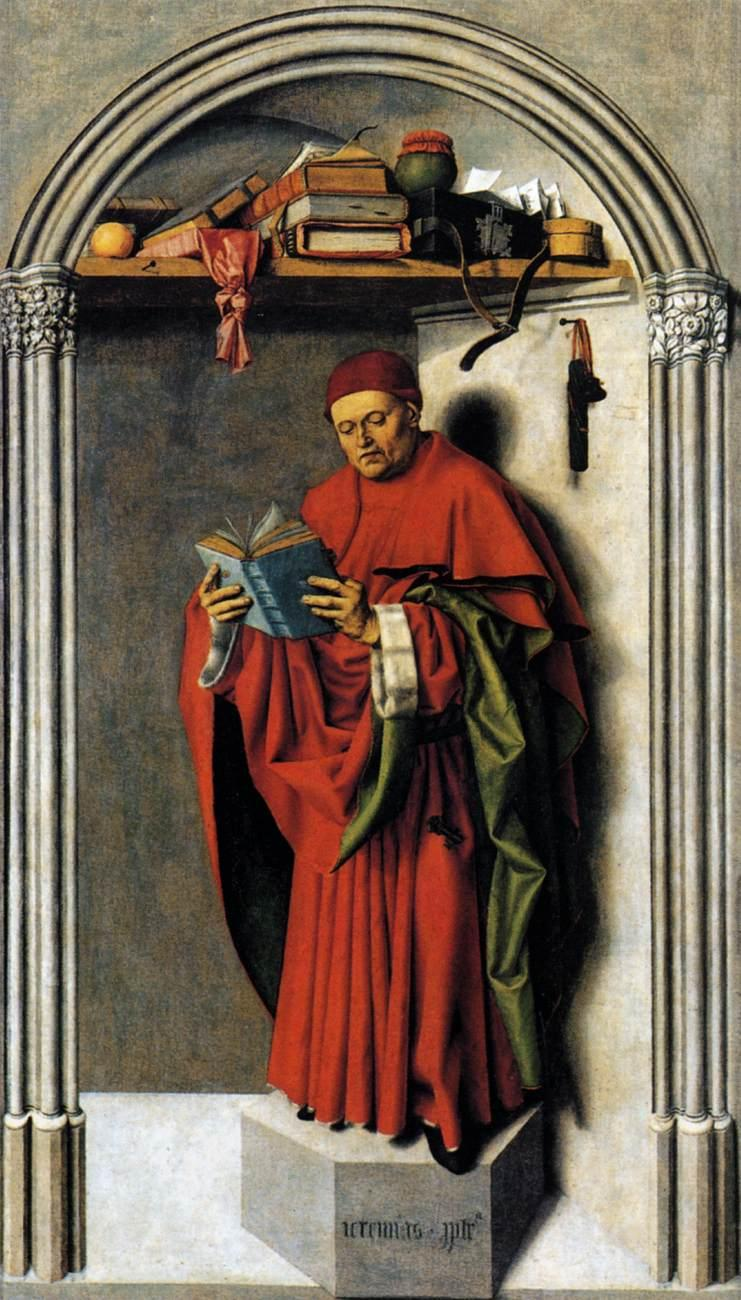
El profeta Jeremies, Tríptic de l'Anunciació d'Aix Reial Museu d'Art Antic de Brussel·les.
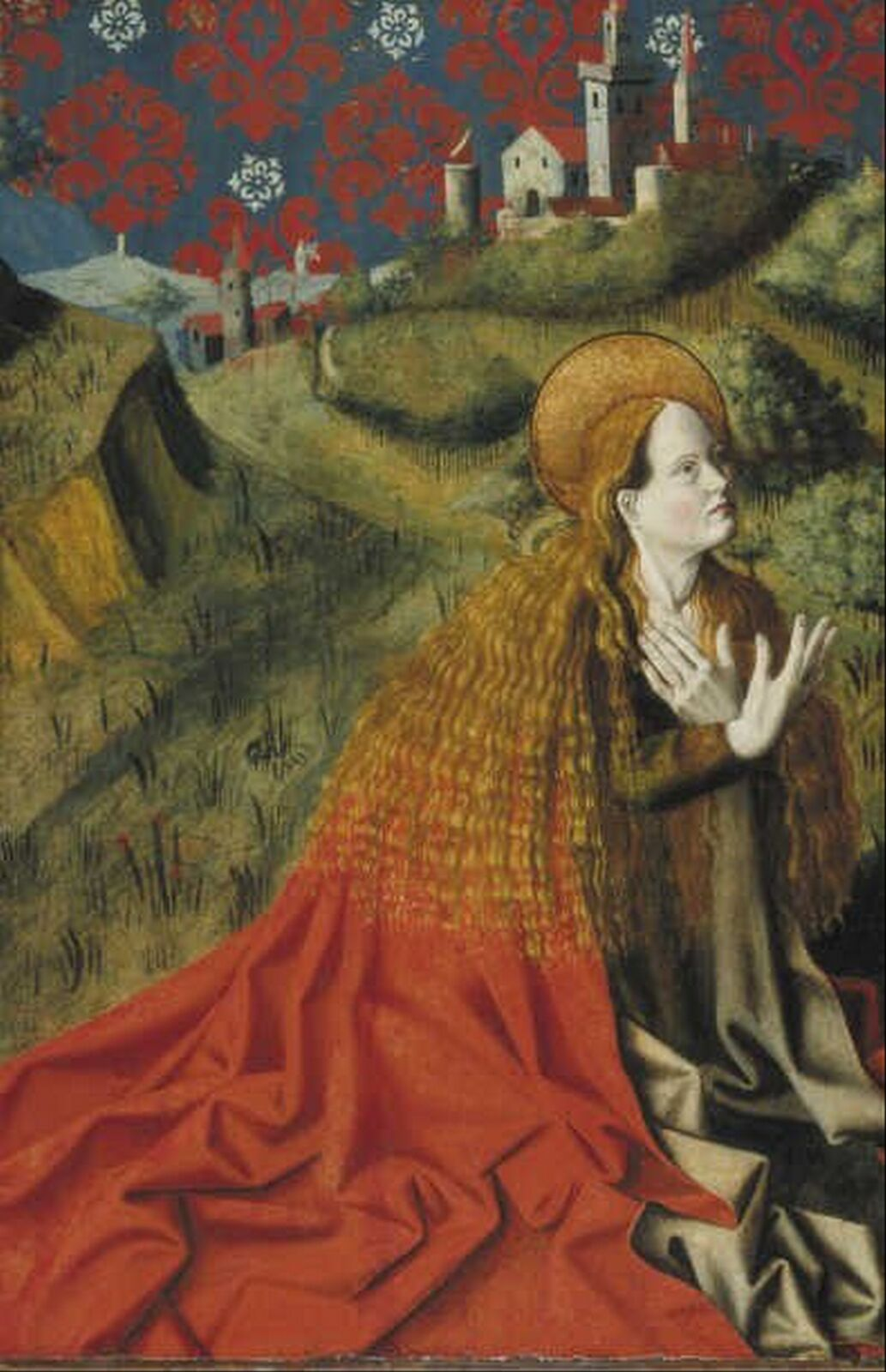
Magdalena agenollada, Tríptic de l'Anunciació d'Aix, Museu Boijmans Van Beuningen, Rotterdam.

### Còpies antigues i contemporànies
Ràpidament el Pou de Moisès va experimentar una certa exaltació. Se'n va fer una còpia més petita el 1508 pel cementiri de l'Hospital de Dijon, que encara es conserva. La creu de la part superior es diferenciava de l'original pel fet que tenia una doble creu i, al seu peu, el donant agenollat era en aquest cas el mestre de l'hospital de l'època, Guillaume Sacquenier. La creu actual es va refer cap al 1840 sense el donant. Al claustre de la catedral de Saint-Vincent de Chalon-sur-Saône es va col·locar una altra còpia antiga que el 1562 va ser destruïda. S'havia previst una tercera còpia per adornar el claustre de la Cartoixa d'Evora a Portugal però mai es va arribar a fer.

Còpies del Calvaire de Champmol a Dijon
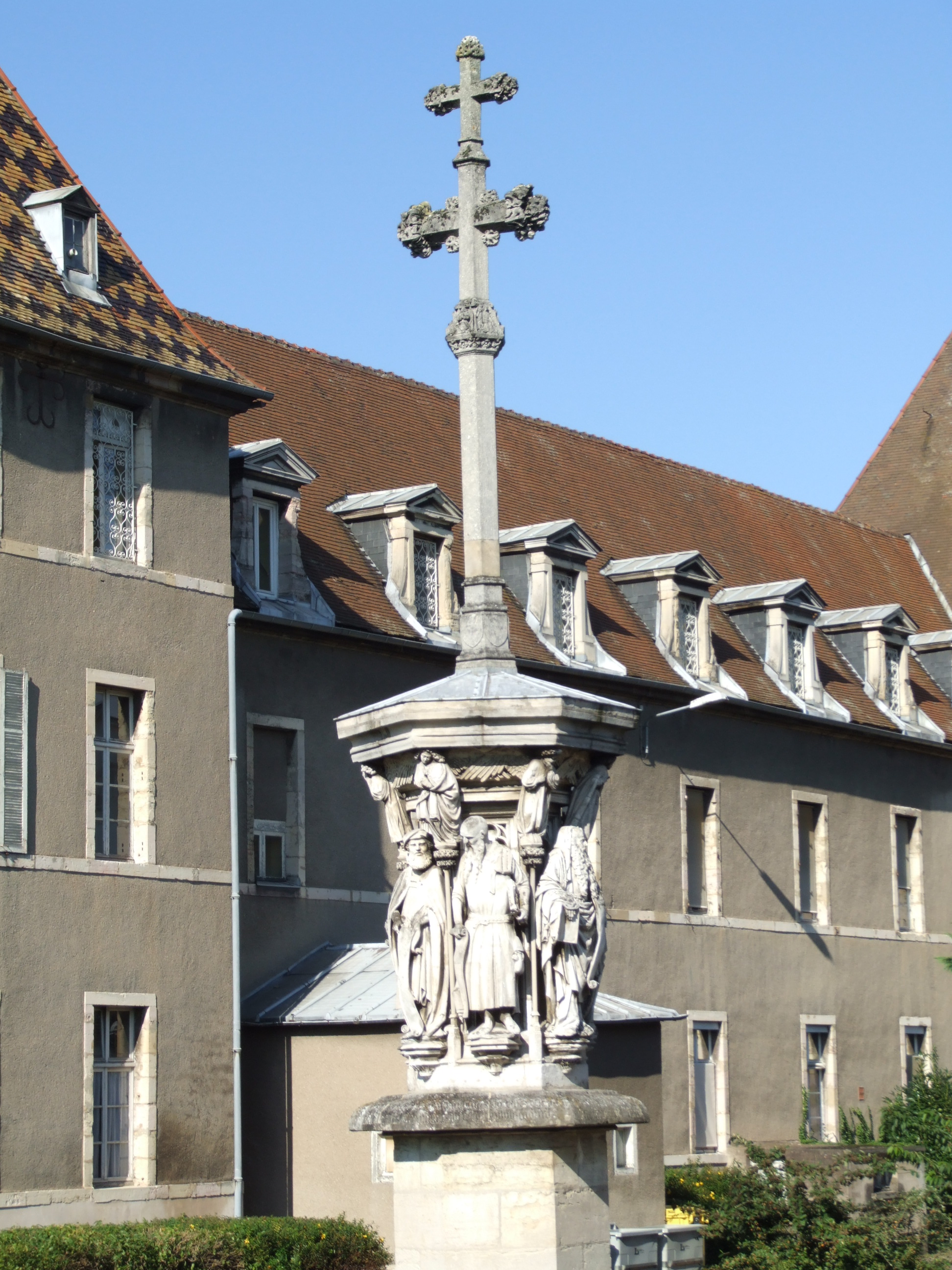
Creu de l'Hospital General de Dijon, còpia datada de 1508. Estat actual.
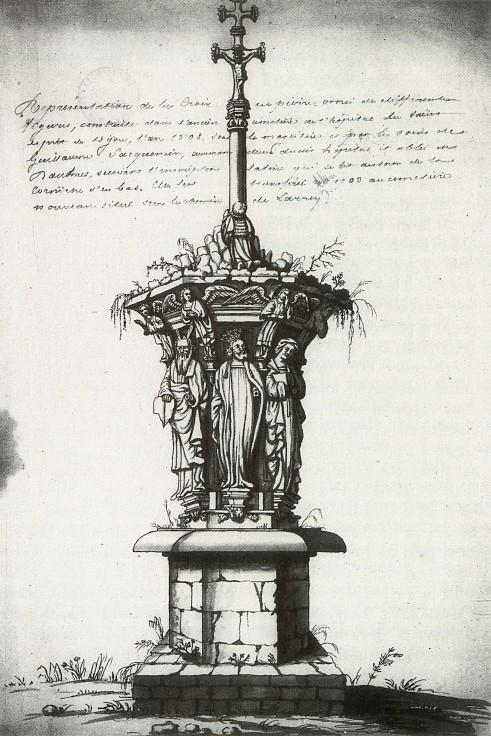
Dibuix de la Creu de l'Hospital de Dijon, cap a 1760. Arxiu Departamental de la Costa-d'Or.
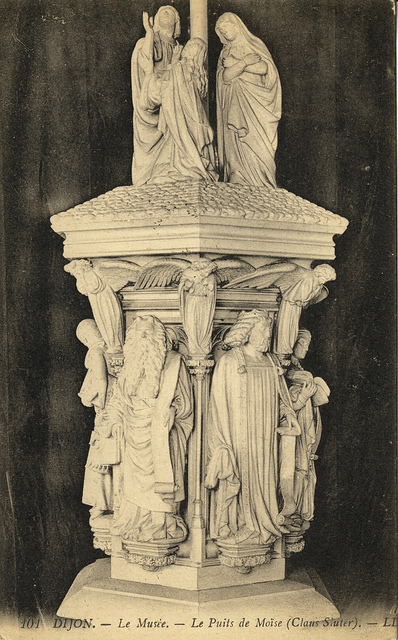
Còpia del Pou al Museu de Belles Arts de Dijon.

Entre el 1831 i el 1840, Louis Joseph Moreau (1797-1855) en va tallar un tercer exemplar en fusta i guix, per iniciativa de Charles Févret de Saint-Mémin, comissari del Musée des Beaux-Arts de Dijon, on es conserva. L'any 1947 es va recobrir amb pintura per intentar recrear la policromia del Calvari original. Aquesta còpia presenta un Calvari reconstruït, amb una Mare de Déu, Maria Magdalena i sant Joan tal com s'imaginaven, fins fa ben poc, en l'original. Jules Fontaine va fer un motlle del pou i les seves escultures el 1840, del qual se'n va extreure una còpia sense policromia que des de 1880 està a la galeria de motlles del Museu dels Monuments Francesos, a la Ciutat de l'arquitectura i del patrimoni de París. Encara hi ha un altre motlle al Carnegie Museum of Art de Pittsburgh des del 1906. Se'n conserva un tercer a la col·lecció de motllures Tsvetaïev del Museu de Belles Arts Puixkin de Moscou i un quart al Museu Nacional de Dinamarca de Copenhaguen. Finalment, el Museu de Belles Arts de Dijon exhibeix a les sales que es van inaugurar l'any 2013 altres còpies dels motlles de les sis figures dels profetes i dels sis àngels del museu dels monuments francesos.

Altres còpies
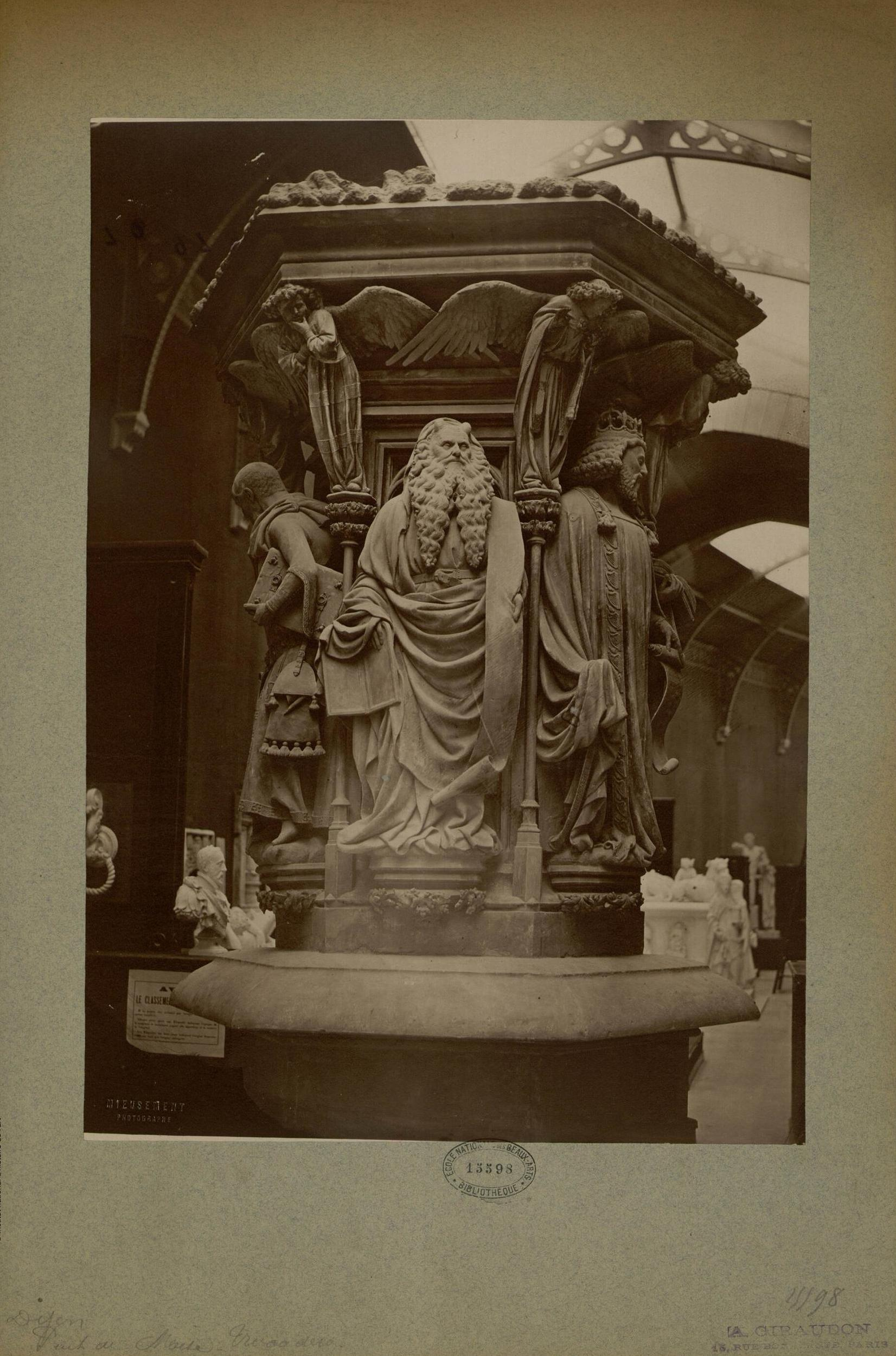
Motllura del Museu dels Monuments Francesos. Fotografia de Séraphin-Médéric Mieusement.
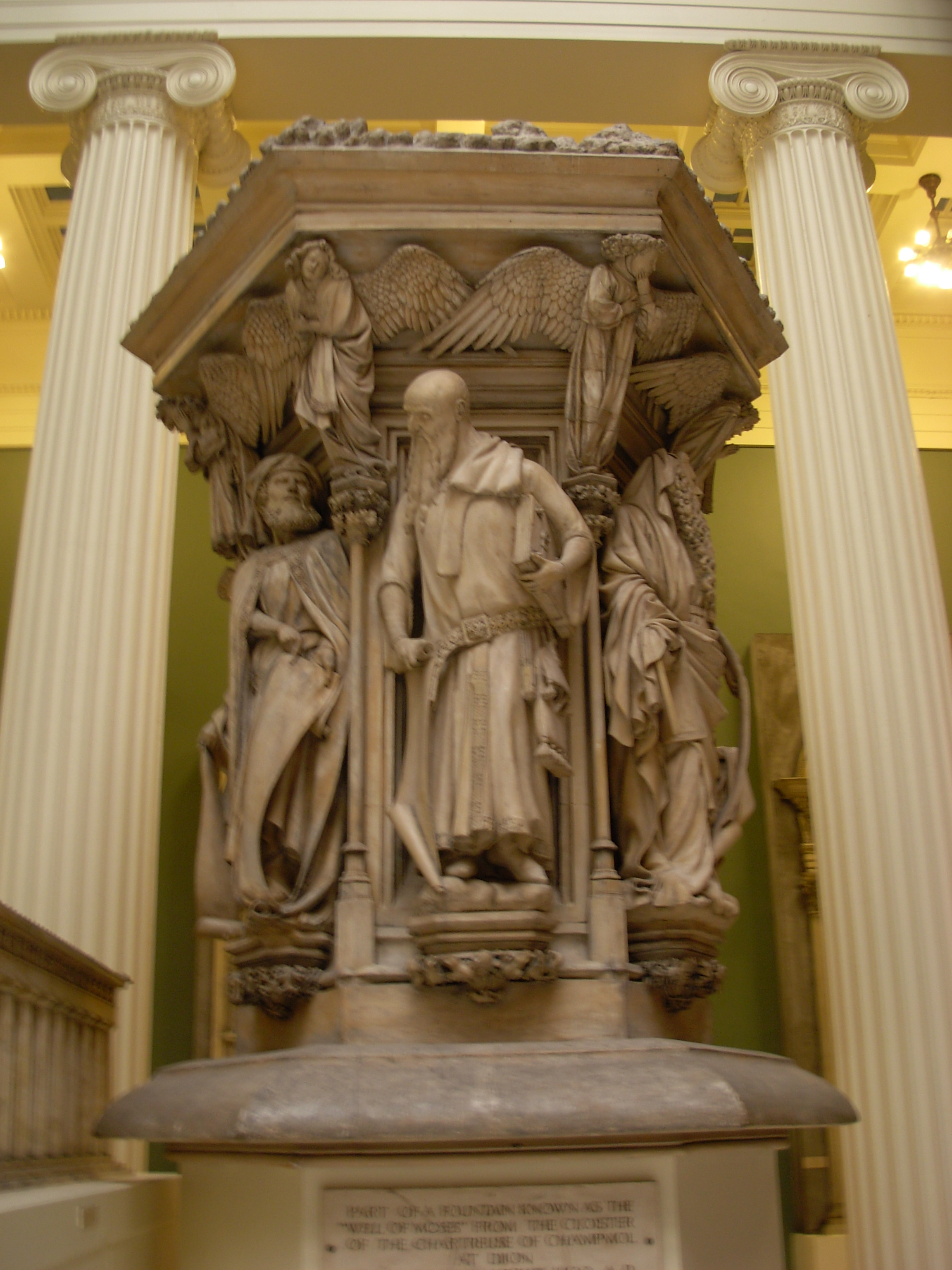
Motllura del Carnegie Museum of Art (1906).
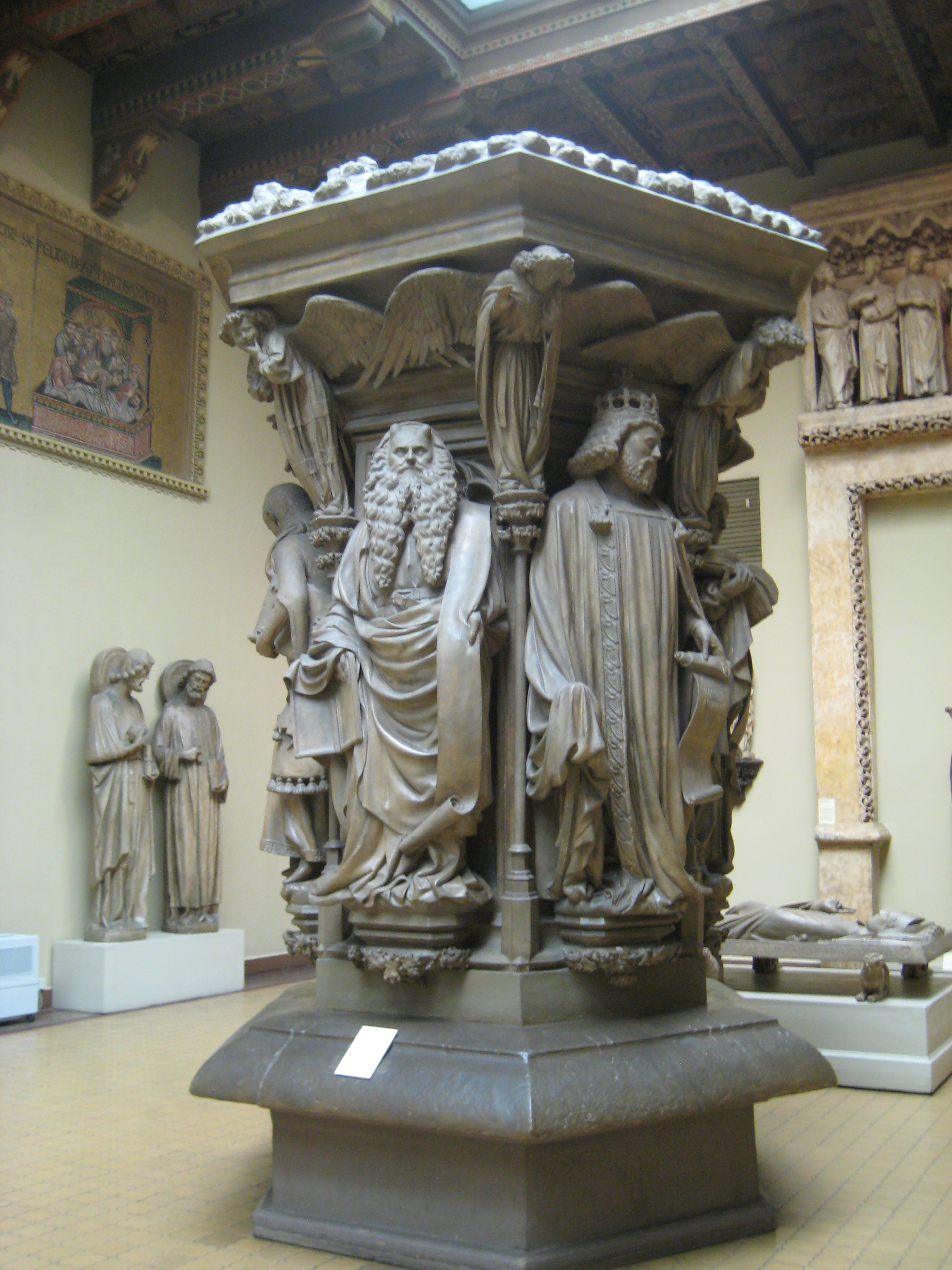
Motllura del Museu de Belles Arts Puixkin.
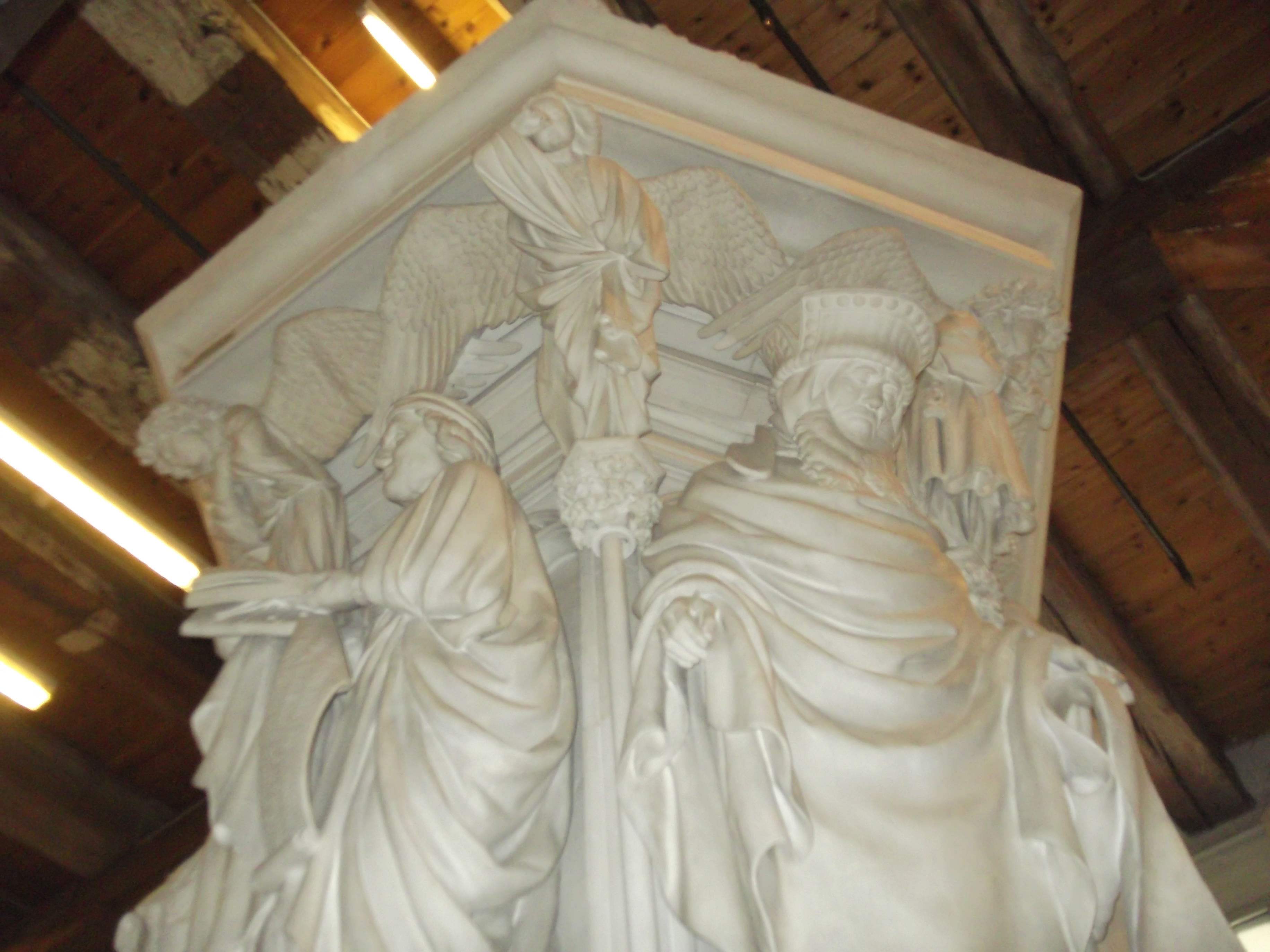
Detall de la motllura del Museu Nacional de Dinamarca.

### La influència del Pou de Moisès sobre els artistes i autors moderns i contemporanis
El Pou de Moisès també ha inspirat artistes contemporanis. Es conserven diversos dibuixos de l'escultura en col·leccions públiques, signats per artistes com Adrien Dauzats o Gustave Moreau. Pel que fa a la literatura, Joris-Karl Huysmans va fer una llarga anàlisi de l'obra a la seva novel·la L'Oblat del 1903. D'altra banda, el poeta de Dijon Aloysius Bertrand, en el seu poema en prosa Gaspard de la Nuit, va evocar el Pou de Moisès: "També hi ha això, al pati del claustre, un gegantesc pedestal sense creu i al voltant del qual s'inclouen sis estàtues de profetes, admirables en la desolació. - I de què ploren? Ploren la creu que els àngels van portar al cel.

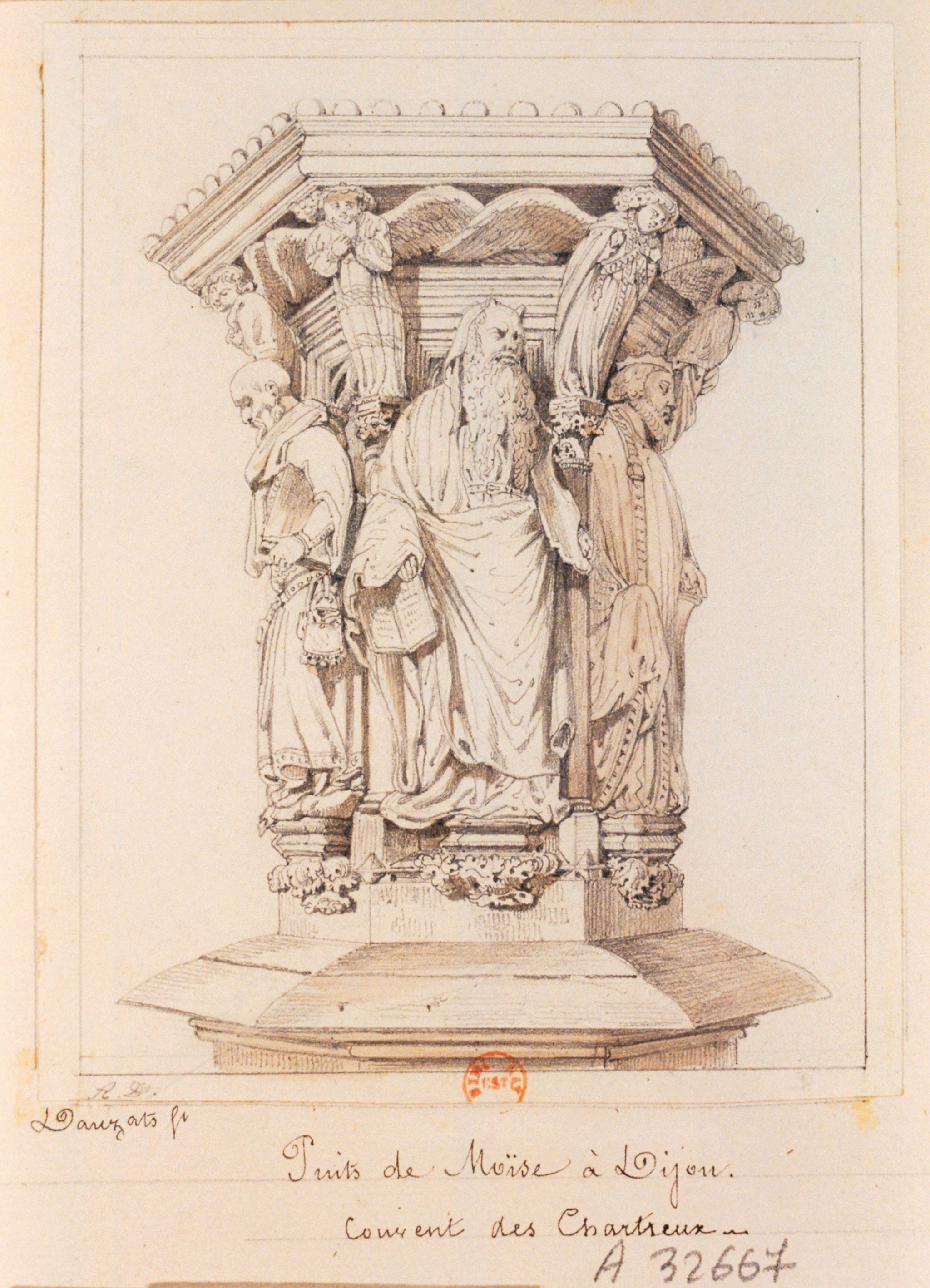
Dibuix d'Adrien Dauzats, Biblioteca nacional de França, departament d'estampes.
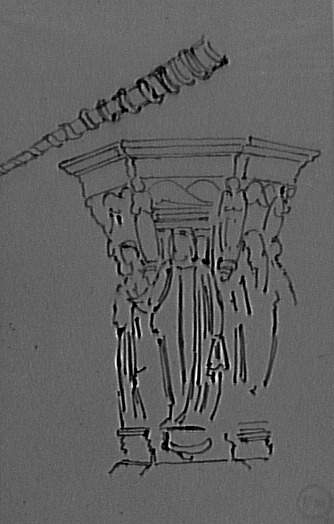
Dibuix de Gustave Moreau. museu Gustave-Moreau (De els. 9691).

Els historiadors i historiadores de l'art també s'han interessat molt pel monument. Entre els més famosos, el neerlandès Johan Huizinga, en la seva obra Automne du Moyen Âge, veu en ell "l'expressió més profunda de dol coneguda en l'art, un passeig funerari de pedra". L'historiador d'art anglès William Martin Conway descriu Sluter com el "Donatello del Nord" i troba que "l'essència del Renaixement es manifesta plenament en la seva obra mestra". Erwin Panofsky, respecte a aquesta escultura, jutja que "Sluter, podríem dir, conté tant Miquel Àngel com Bernini".

### Altres articles
- Claus Sluter, Claus de Werve, Jean Malouel
- Cartoixa de Champmol